# Жириновский, Владимир Вольфович
Влади́мир Во́льфович Жирино́вский (при рождении Эйдельште́йн; 25 апреля 1946, Алма-Ата, Казахская ССР, СССР — 6 апреля 2022, Москва, Россия) — советский и российский политический деятель. Основатель и председатель Либерально-демократической партии России (1992—2022).
Депутат Государственной Думы Федерального собрания Российской Федерации восьми созывов с первого дня существования нижней палаты парламента и до дня своей смерти (12 декабря 1993 — 6 апреля 2022), руководитель фракции ЛДПР в Государственной думе (21 декабря 2011 — 6 апреля 2022).
Кандидат на должность президента Российской Федерации на выборах 1991, 1996, 2000, 2008, 2012 и 2018 годов. Заместитель председателя Государственной Думы (2000—2011), делегат Парламентской ассамблеи Совета Европы (1996—2008).
Доктор философских наук (1998). Заслуженный юрист Российской Федерации (2000). Полный кавалер ордена «За заслуги перед Отечеством».
Жириновский был известен своими популистскими, националистическими и расистскими высказываниями, его партия концентрировалась вокруг его личности. Он, среди прочего, поддерживал насильственные действия и объединение с Россией Украины, Беларуси и остального бывшего СССР.

## Происхождение
Владимир Вольфович Жириновский (Эйдельштейн) родился 25 апреля 1946 года в городе Алма-Ате Алма-Атинской области Казахской ССР в семье еврея и русской. Родители — Вольф Исаакович Эйдельштейн и Александра Павловна Жириновская.

### Корни отца
Дед Владимира Жириновского по отцу — Исаак Авраамович Эйдельштейн — был промышленником в местечке Костополь (Ровенский уезд Волынской губернии Российской империи, после Гражданской войны — территория Польши); имел деревообрабатывающую фабрику, где работали 200 человек. На её территории функционировала железная дорога, по которой отправляли в Западную Европу готовую продукцию. В 1939 году, после присоединения Западной Украины к Украинской ССР, фабрика была национализирована (это произошло в соответствии с распоряжением от 20 декабря 1940 года, подписанным Вячеславом Молотовым); то же произошло и с домом, где жили Эйдельштейны с детьми (по словам самого Жириновского, национализация дома и фабрики произошли 25 апреля 1941 года). В 1941 году город был оккупирован немецкими войсками и с предприятия было вывезено большое количество оборудования. В документах архива за 1944 год в списках разрушенных немцами промышленных объектов значится и фабрика Исаака Айзика Эйдельштейна. Почти вся семья Исаака Эйдельштейна погибла в годы Великой Отечественной войны от рук фашистов: этой участи избежали только его сыновья — Вольф и Аарон, проведшие годы войны в Казахстане.
Отец — Вольф Исаакович Эйдельштейн (25 апреля 1907 — 20 августа 1983). Согласно книге Александра Намозова «Владимир Жириновский, возвращение к истокам», владел землёй и выращивал хмель, а также руководил работой трёх цехов, которые проводили первичную обработку дерева для фанерной фабрики его отца. Первоначально полагалось, что отец Жириновского был по профессии юристом и окончил Сорбоннский университет в Париже, однако впоследствии, по словам Жириновского, выяснилось, что отец учился в университете в Гренобле. Зная, что он учился на юридическом факультете, они с матерью полагали, что он был юристом, но, как оказалось, он окончил коммерческое отделение факультета, получив коммерческое образование, а также окончил агрономический факультет. Вольф Исаакович владел польским, русским и французским языками.
После присоединения Западной Украины к УССР Вольф и его брат Аарон были депортированы в Казахстан. В Казахстане Вольф женился на матери Жириновского, но в апреле 1946 года был депортирован в Польшу, в 1949 году репатриировался в Израиль. Вольф Эйдельштейн был участником политического движения «Ликуд», в течение 25 лет работал агрономом в компании по продаже удобрений и химикатов. Последний раз видел жену и своего сына летом 1946 года, когда Александра Павловна приезжала к нему в Польшу — встретиться после не удавалось из-за советских властей. Вольф Эйдельштейн скончался 20 августа 1983 года — спустя три недели после того, как попал под колёса автобуса, похоронен на кладбище в Холоне, Израиль. В 2004 году Жириновский сказал, что 10 июня 1991 года, в ходе круглого стола, проходившего в разгар предвыборной кампании, ему пришлось ответить на два разных коротких блиц-вопроса о национальности матери и профессии отца. Таким образом, он произнёс ставшую известной фразу «Мать — русская, отец — юрист», которую позже повторяли многие журналисты. На пресс-конференции в Тель-Авиве в мае 2006 года Жириновский, который впервые посетил могилу своего отца, заявил: «Журналисты издевались надо мной: „сын юриста“. А я — сын агронома и коммерсанта».
Двоюродный брат политика — Ицек (Ицхак) Эйдельштейн, его жена Ривка, дочь Рейзл, внучка Люба и другие родственники, кто остался в Костополе в начале Великой Отечественной войны, были расстреляны в урочище Лесничевка 16 августа 1941 года вместе с ещё двумя тысячами местных жителей-евреев. Всего в тот день были убиты жители 470 домов.
Сам Владимир биологического отца никогда не знал. До 1964 года он носил фамилию отца — Эйдельштейн, а перед поступлением в институт взял фамилию первого мужа матери — Жириновский. Другой источник утверждает, что Владимир всегда носил фамилию Жириновский, и что во дворе он имел прозвище «Жирик», что подтверждают его одногодки. Свою фамилию Жириновский иронично называл «дурацкой».

### Корни матери
Дед — Павел Иванович Макаров, ратник ополчения, солдат 203-го пехотного Сухумского полка русской императорской армии (полк входил в 51-ю пехотную дивизию 2-го Кавказского армейского корпуса). Родом из Краснослободского уезда Пензенской губернии, ранен 16 апреля 1917 года.
Мать — Александра Павловна (урождённая Макарова, по первому мужу — Жириновская; 1912—1985), родилась в деревне Лаушки Краснослободского уезда Пензенской губернии (ныне Краснослободский район Республики Мордовии). Переехала в Алма-Ату в 1940-х годах вместе с пятью детьми и первым мужем Андреем Васильевичем Жириновским. Андрей Жириновский служил в органах НКВД СССР, откуда был уволен в 1937 году с должности начальника оперативного пункта станции Сасово дорожно-транспортного отдела Октябрьской железной дороги с лишением звания лейтенанта государственной безопасности за потерю служебных документов; после увольнения работал начальником лесного отдела управления Туркестано-Сибирской дороги. После его смерти в 1944 году от туберкулёза Александра Павловна вышла замуж за сослуживца Андрея Жириновского, Вольфа Исааковича Эйдельштейна. По словам самого Владимира Вольфовича, его мать окончила Пензенскую балетную школу. Владимир был у неё шестым ребёнком.
У Жириновского есть единоутробные братья Андрей и Юрий, а также сёстры Вера, Надежда и Любовь.

## Образование и профессиональная деятельность
Окончил среднюю школу № 25 имени Дзержинского города Алма-Аты. В 1964—1970 годах Жириновский учился в Институте восточных языков при МГУ имени М. В. Ломоносова (с 1972 года — Институт стран Азии и Африки) по специальности «Турецкий язык и литература». В 1965—1967 годах учился в Университете марксизма-ленинизма на факультете международных отношений.
С апреля 1967 года, по словам Жириновского, стал заниматься политикой. Его первая политическая акция состояла в том, что он направил письмо в ЦК КПСС на имя Л. И. Брежнева, в котором изложил своё мнение о необходимости реформ в области образования, сельского хозяйства, городского управления. Вскоре после этого он был вызван на беседу в отдел вузов Московского городского комитета КПСС, где ему разъяснили, что предложения эти «нереальны по финансовым и некоторым политическим соображениям».
Будучи студентом 4-го курса, Владимир Жириновский направлен в Турцию для прохождения преддипломной практики в качестве стажёра-переводчика в город Искендерун, где с помощью СССР строился Искендерунский металлургический комбинат. Был арестован в 1969 году «за коммунистическую пропаганду» — раздавал своим знакомым «подрывные значки» с изображением В. И. Ленина и выслан из Турции. Сам Жириновский рассказывает, что значки были безобидные, с видами Москвы и Пушкина, которого турки приняли за молодого Карла Маркса. По словам Владимира Вольфовича, краткосрочное тюремное заключение стало для него препятствием к вступлению в КПСС, поступлению в аспирантуру, он был лишён возможности посещать зарубежные страны. В дальнейшем Жириновский говорил, что не был коммунистом «ни одного дня и ни одного часа».
После окончания института в 1970—1972 годах служил по призыву офицером в политуправлении штаба Закавказского военного округа в Тбилиси.
В 1972—1975 годах работал в Советском комитете защиты мира в секторе Западной Европы. В 1972—1977 годах учился на вечернем отделении юридического факультета МГУ имени М. В. Ломоносова, который окончил с отличием. В 1977—1983 годах работал в Инюрколлегии, откуда уволился: де-юре — по собственному желанию, де-факто — после выявления руководством его неблаговидных поступков. В 1983—1990 годах был руководителем юридического отдела в издательстве «Мир».

## Политическая деятельность

### Выдвижение в депутаты Дзержинского райсовета
В мае 1987 года выдвинул свою кандидатуру в претенденты на депутатский мандат Дзержинского районного Совета народных депутатов города Москвы на собрании коллектива издательства «Мир». Собрание поддержало его выдвижение. Однако две недели спустя в окружную избирательную комиссию поступило обращение с предыдущего места его работы — Инюрколлегии, в котором содержалась информация о его увольнении после совершения им неблаговидных поступков, после чего в соответствии с Законом РСФСР «О выборах в местные Советы народных депутатов РСФСР» окружная избирательная комиссия отказала Жириновскому в регистрации.

### Лидер ЛДПСС и ЛДПР
В мае 1988 года принял участие в работе учредительного съезда «Демократического союза» (лидер — Валерия Новодворская). Это был дебют Жириновского в политике, он выступил с речью на съезде, был избран в состав Центрального координационного совета, но вскоре заявил о своём выходе из партии. Совместно с Владимиром Богачёвым он стал основателем Либерально-демократической партии Советского Союза (1989), зарегистрированной Министерством юстиции СССР 12 апреля 1991 года. В апреле 1992 года партия была переименована в Либерально-демократическую партию России.
6 октября 1990 года по инициативе Богачёва в Москве состоялся II чрезвычайный съезд ЛДПСС. На нём исключили из партии её лидера Владимира Жириновского за возможное сотрудничество с КГБ. Вскоре после завершения съезда последовали заявления о его неправомочности. 8 октября Богачёв и его сторонники были исключены из партии Жириновским.
14 апреля 1991 года съезд ЛДПСС выдвинул Владимира Жириновского в качестве кандидата на пост президента РСФСР, а 16 мая его кандидатура стала первой таковой, зарегистрированной ЦИК. Из команды Жириновского на пост вице-президента РСФСР претендовал Андрей Завидия. Также кандидатура Жириновского была одобрена 22 мая на IV Съезде народных депутатов республики (477 голосов «за», 417 голосов «против», 36 воздержавшихся). Сам Жириновский настаивал на переносе выборов на сентябрь 1991 года, утверждая, что у Бориса Ельцина есть преимущество перед другими претендентами. Идею Жириновского поддержали два других кандидата, Альберт Макашов и Аман Тулеев, но она в итоге не была принята. Среди положений предвыборной программы Жириновского упоминались защита интересов русских на территории СССР, отказ от национально-территориального деления и от экономической помощи социалистическим режимам, а также обеспечение притока зарубежного капитала и неприкосновенность иностранных инвестиций. На прошедших 12 июня 1991 года выборах Жириновский занял третье место, получив 7,81 % голосов избирателей.
14 июля 1991 года Жириновский прибыл с визитом в Томск, а сотрудники томского телевидения записали с ним у трапа самолёта интервью, которое было показано в программе «Видеоканал „Нон-стоп“». В интервью Жириновский выразил недовольство Съездом народных депутатов РСФСР, поскольку те не могли избрать председателя Верховного совета. По его словам, если бы он участвовал в Съезде, то поддержал бы не Руслана Хасбулатова, а Сергея Бабурина. Также он выразил недовольство тем, что Борис Ельцин после своего избрания Президентом РСФСР полетел с визитом в США, а не приступил к «конкретным действиям». В целом, по мнению Жириновского, политическая ситуация становилась в СССР «хуже и хуже».
19 августа 1991 года Жириновский как лидер ЛДПСС публично поддержал ГКЧП, сделав это только с целью сохранения территориальной целостности СССР. Противников ГКЧП, костяк которых составляли сторонники Ельцина, Жириновский называл «отбросами общества», высказываясь и в дальнейшем о них жёстко и крайне грубо. Однако при этом Жириновский не выводил своих людей на улицы, чтобы не обострять обстановку.
После провала и самороспуска ГКЧП партия получила предупреждение от Министерства юстиции, после чего члены Высшего совета ЛДПСС объявили сами себе за поддержку ГКЧП выговор. Следственная группа по делу ГКЧП подготовила против Жириновского обвинения по шести статьям, однако предъявлены они не были. 22 декабря 1991 года, на следующий день после встречи глав 11 союзных республик в Алма-Ате, Жириновский принял участие в многотысячном митинге против ликвидации СССР («Марш голодных очередей») и заявил митингующим, что те, кто подписали Беловежское соглашение и Алма-атинский протокол к нему, «будут привлечены к суровой уголовной ответственности». О неприемлемости Беловежского соглашения Жириновский неоднократно говорил и в последующие годы.

Об отношении к разгону Съезда народных депутатов и Верховного совета России приводятся противоречивые данные: ряд источников утверждали, что 4 октября 1993 года Жириновский поддержал это решение. Сам Жириновский давал разные ответы на вопрос о своей позиции по событиям октября 1993 года: в 2004 году он сказал Дмитрию Гордону, что занял «нейтральную позицию», поскольку видел злоупотребления полномочиями с обеих сторон. 20 сентября 2013 года Жириновский на пленарном заседании Государственной думы касательно выборов в Ростовской области в своём выступлении назвал разгон Верховного Совета «самым чудовищным преступлением в истории человечества», поддержав публично позицию выступавшего до него Николая Харитонова. В 2018 году на предвыборных дебатах Жириновский обвинил Сергея Бабурина во лжи, поскольку тот утверждал, что Жириновский действительно поддержал разгон Верховного Совета.

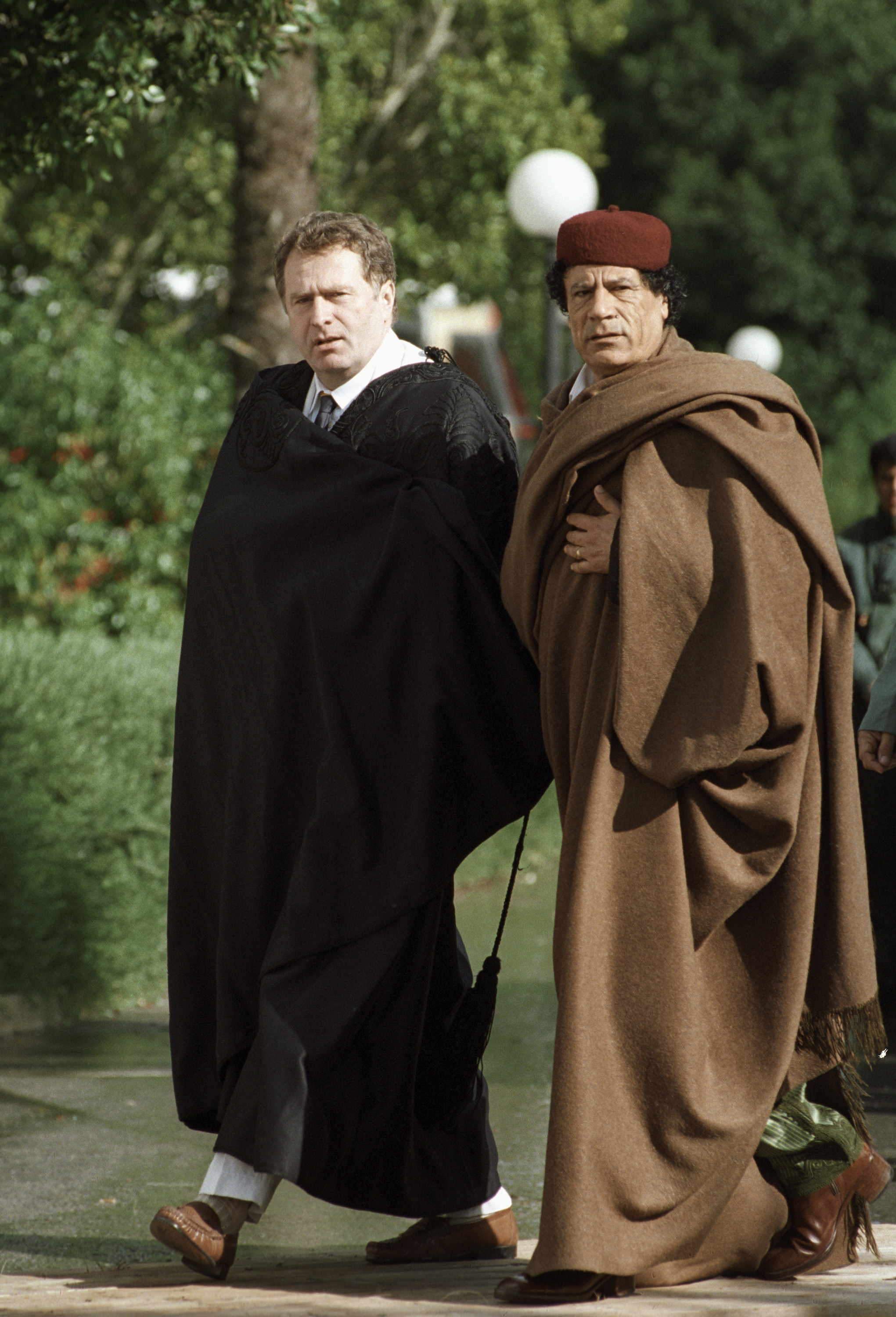
Владимир Жириновский и лидер Ливийской джамахирии Муаммар Каддафи. 1 марта 1995 года

В 1993—1995 годах являлся депутатом Государственной Думы Российской Федерации I созыва от Щёлковского избирательного округа, руководителем фракции ЛДПР.
Был в составе группы делегатов, ездивших в июне 1995 года в Будённовск для проведения переговоров об освобождении заложников, захваченных террористами во главе с Шамилем Басаевым.
В декабре 1995 года избран депутатом Государственной Думы Российской Федерации II созыва.
10 января 1996 года Владимир Жириновский был выдвинут кандидатом в президенты Российской Федерации от Либерально-демократической партии России. Его предвыборная программа включала 10 принципов, которыми Жириновский намеревался руководствоваться в случае своей победы, а также серию предложений, как-то: полная ревизия итогов приватизации; подчинение всей валютной, таможенной и налоговой политики целями развития товарного производства; исключение из госструктур чиновников, подозреваемых в работе на западные спецслужбы; модернизация вооружённых сил Российской Федерации. Владимир Жириновский явно противопоставлял себя кандидатурам Бориса Ельцина и Геннадия Зюганова, считая победу кого-либо из них губительной для РФ, однако накануне первого тура он стал чаще говорить о поддержке Зюганова и готовности стать премьер-министром в случае победы лидера коммунистов. В итоге Жириновский набрал только 5,78 % голосов избирателей (5-е место), а во втором туре неожиданно призвал не голосовать за Зюганова, выступая против возможного «реванша» коммунистов.
В мае 1999 года баллотировался на пост губернатора Белгородской области. Занял третье место, набрав 17 %. Уступил первое место действовавшему губернатору Евгению Савченко и второе — кандидату от КПРФ Михаилу Бесхмельницыну.
15 мая 1999 года во время попытки объявления импичмента Борису Ельцину Жириновский не брал бюллетень для голосования. Впоследствии он говорил, что в случае импичмента Ельцин не только не ушёл бы в отставку, но распустил бы парламент и наверняка запретил бы деятельность КПРФ (именно эта партия была инициатором процедуры импичмента).
В январе 2000 года был избран на пост заместителя Председателя Государственной Думы III созыва, в связи с чем отказался от руководства парламентской фракцией ЛДПР. Руководителем фракции был избран его сын Игорь Лебедев.

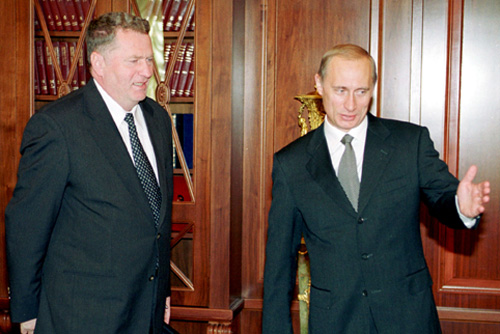
Президент России Владимир Путин и Владимир Жириновский, 16 мая 2000 года

На президентских выборах 2000 года занял пятое место из одиннадцати кандидатов с 2,7 %.
В президентских выборах 2004 года Жириновский участия не принимал, вместо него партия выставила его бывшего телохранителя Олега Малышкина. 3 марта 2004 года Верховный суд Российской Федерации отказал Жириновскому в праве быть доверенным лицом Малышкина. Сам Малышкин на выборах занял предпоследнее место с 2,02 % голосов.

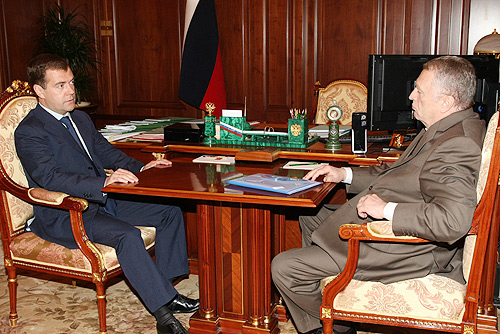
Владимир Жириновский и президент России Дмитрий Медведев, 30 июня 2008 года

В 2008 году баллотировался на пост Президента Российской Федерации, где занял третье место с 9,35 %. В декабре 2011 года его сын — Игорь Лебедев был избран на пост заместителя председателя Государственной думы шестого созыва и отказался от руководства парламентской фракцией ЛДПР. Жириновский вновь стал руководителем фракции ЛДПР в Государственной Думе.
По заявлению Жириновского от 2011 года, за прошедшее к тому моменту время своей работы в Государственной думе на все свои выступления он суммарно затратил 16 тысяч часов.
28 декабря 2011 года был зарегистрирован участником президентских выборов 2012 года. Использовал лозунги «Жириновский, или будет хуже» и «Жириновский. И будет лучше». Во время предвыборной кампании по телевидению показывался ролик, в котором Жириновский сидел в запряжённых ослом санях (осёл позиционировался в ролике как символ России) и лупил осла кнутом, заставляя его сдвинуть сани с места и говоря, что в случае его победы ослик превратится в удалую тройку. Ролик стал популярным, а защитники прав животных стали обвинять политика в жестоком обращении: в ответ на это Жириновский говорил, что ослика ему подарили на 60-летие, что он живёт на даче и хорошо питается. По итогам выборов занял 4-е место с 6,22 %.
С 11 июля 2012 года являлся членом Государственного совета Российской Федерации. В соответствии с Указом Президента Российской Федерации от 11 июля 2012 года № 946 «Вопросы Государственного совета Российской Федерации» руководители фракций в Государственной Думе, по должности являются членами Государственного совета.

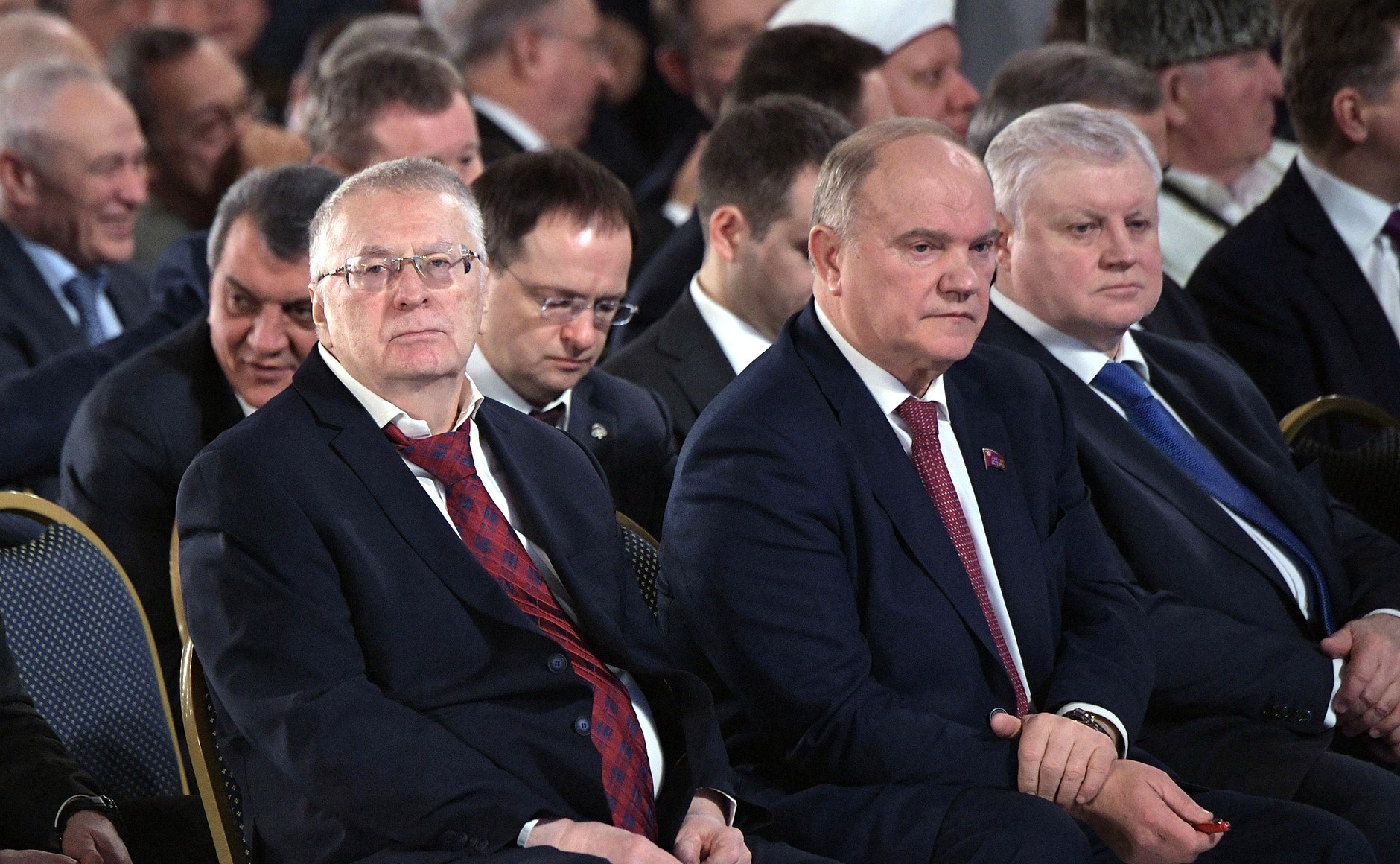
Владимир Жириновский во время послания президента России Федеральному собранию, 1 марта 2018 года

В 2014 году являлся главным инициатором внесения изменений в Конституцию Российской Федерации, которые позволили бы президенту Российской Федерации направлять на пожизненный срок в Совет Федерации 17 представителей России, среди которых могут быть как бывшие парламентарии, так и люди, имеющие успешный опыт государственной деятельности в других сферах. 7 марта 2014 года группа депутатов в составе 91 человека (представители всех фракций, кроме «Единой России») внесла в Государственную Думу данный законопроект, который 12 марта был размещён в электронной базе данных Госдумы. В конце мая 2014 года он прошёл третье чтение в Думе и был одобрен Советом Федерации, а 21 июля того же года был подписан президентом России и на следующий день опубликован.
С собственных слов, по состоянию на 2017 год в активе Жириновского было 16 тысяч часов выступлений в Государственной думе.
На выборах президента России в 2018 году Жириновский набрал 5,65 % и занял третье место.
Владел английским, французским, немецким и турецким языками. С его слов, немецкий он учил в школе и на курсах Министерства иностранных дел, французский и турецкий учил шесть лет в Институте стран Азии и Африки МГУ, а английский выучил на юрфаке.

### Участие в президентских выборах
Участвовал в шести президентских выборах (рекордное число раз в России): в 1991 (вместе с Андреем Завидия в качестве кандидата на должность вице-президента), 1996, 2000, 2008, 2012 и 2018 годах.
| Год  | Субъект | Голоса    | %    | Место | Опередили Жириновского                                               | Уступили Жириновскому                                                                                      |
| ---- | ------- | --------- | ---- | ----- | -------------------------------------------------------------------- | --- |
| 1991 | РСФСР   | 6 211 007 | 7,81 | 3/6   | Борис Ельцин, Николай Рыжков                                         | Аман Тулеев, Альберт Макашов, Вадим Бакатин                                                                |
| 1996 | РФ      | 4 311 479 | 5,70 | 5/10  | Борис Ельцин, Геннадий Зюганов, Александр Лебедь, Григорий Явлинский | Святослав Фёдоров, Михаил Горбачёв, Мартин Шаккум, Юрий Власов, Владимир Брынцалов                         |
| 2000 | РФ      | 2 026 509 | 2,70 | 5/11  | Владимир Путин, Геннадий Зюганов, Григорий Явлинский, Аман Тулеев    | Константин Титов, Элла Памфилова, Станислав Говорухин, Юрий Скуратов, Алексей Подберёзкин, Умар Джабраилов |
| 2008 | РФ      | 6 988 510 | 9,35 | 3/4   | Дмитрий Медведев, Геннадий Зюганов                                   | Андрей Богданов                                                                                            |
| 2012 | РФ      | 4 458 103 | 6,22 | 4/5   | Владимир Путин, Геннадий Зюганов, Михаил Прохоров                    | Сергей Миронов                                                                                             |
| 2018 | РФ      | 4 155 022 | 5,65 | 3/8   | Владимир Путин, Павел Грудинин                                       | Ксения Собчак, Григорий Явлинский, Борис Титов, Максим Сурайкин, Сергей Бабурин                            |

В 2004 году, ещё до изменения законодательства о выборах и сроках пребывания президента на должности, Жириновский заявил, что рассчитывал на свою победу на выборах, запланированных на 2016 год, хотя не исключал возможность ещё более раннего избрания на должность главы государства.
Согласно опросу Левада-Центра, за Жириновского на президентских выборах 2012 года готовы были отдать голоса 7 % избирателей — второй результат после Путина (36 %). ВЦИОМ указывает на поддержку 9 % избирателей, то есть 3-е место после Путина (42 %) и Зюганова (11 %).
В июне 2015 года Жириновский заявил, что планирует участвовать в президентских выборах, но в июле того же года политик сказал, что Либерально-демократическая партия, возможно, «выберет более эффективного кандидата». В марте 2016 года, он объявил имена тех, кто, скорее всего, будут выдвинуты кандидатом от ЛДПР. В список вошли заместитель председателя Государственной Думы Игорь Лебедев, депутаты Михаил Дегтярёв, Ярослав Нилов и Алексей Диденко. Однако позже Жириновский заявил о своём шестом выдвижении на должность Президента России. 24 ноября 2017 года он опубликовал свою предвыборную программу, под названием «100 пунктов. Мощный рывок вперёд — 2018».
Несмотря на неудачи на президентских выборах, Жириновский неоднократно выражал свои намерения продолжать баллотироваться и рассчитывал завершить свою политическую карьеру, когда ему исполнится 90 лет. О себе он говорил как о втором человеке в государстве после Путина в плане значимости, влияния, популярности и доверия. Также он рассчитывал в случае победы Путина на выборах 2018 года обратиться к нему с просьбой о назначении на пост председателя правительства Российской Федерации.

## Взгляды
Существуют разные точки зрения на то, какими были политические взгляды Владимира Жириновского. По мнению информационно-исследовательского центра «Панорама», политик неоднократно менял свои взгляды, хотя его партия только в 1991 году приняла в качестве идеологии национал-патриотическую в «государственническо-имперском варианте». По оценке Г. А. Сатарова, директора Центра прикладных политических исследований ИНДЕМ, Владимир Жириновский в 1991 году относился к представителям так называемой «левой оппозиции» вместе с Сергеем Бабуриным, Альбертом Макашовым и Ниной Андреевой. Лидер КПРФ Геннадий Зюганов утверждал, что Жириновский всю свою жизнь был монархистом, хотя иногда делал заявления в поддержку республиканского государственного строя. Сам Жириновский при этом неоднократно выражал своё неприязненное отношение к коммунистам и КПРФ в частности. В 2006 году ВЦИОМ провёл опрос граждан России на тему их отношения и восприятия Жириновского как политика: 21 % респондентов назвали его сторонником развития рынка и политической демократии, 20 % — защитником русских национальных ценностей, 16 % — сторонником приоритета социальной справедливости, 13 % отрицали наличие ярко выраженных идейно-политических взглядов, а 30 % затруднились с ответом.

## Критика

### Эксцентричный образ и мемы
Когда Владимир Жириновский впервые появился на центральном телевидении в 1989 году, в его образе присутствовали такие элементы, как уникальный тембр голоса, приподнятый вверх подбородок, строгий взгляд и определённое положение рук. Все они сохранились в его политическом имидже и после распада СССР, но именно на стыке эпох был создан его запоминающийся эксцентричный образ политика, прославивший Жириновского на всю страну. Авторство этого образа себе приписывает барабанщик рок-группы «ДК» Сергей Жариков, который работал политтехнологом в ЛДПР в первые годы её существования. По его словам, экстремальный и хулиганский образ Жириновского должен был не просто прийти на замену надоевшему образу номенклатурных функционеров из КПСС, но и впечатлить публику. Основными элементами этого образа были крайняя эмоциональность, хулиганское поведение и специфическая аргументация: эмоциональность выражалась в отсутствии каких-либо «тормозов» и застенчивости, что позволяло Жириновскому говорить абсолютно о чём угодно и о ком угодно; хулиганское поведение было представлено возможностью использовать «крепкое словцо» для выражения отношения к чему-либо или совершать экстравагантные поступки (например, раздавать избирателям деньги из своего кармана); специфическая аргументация заключалась в том, что Жириновский говорил, словно игнорируя адресата и показывая, что ему всё равно, что о нём подумает собеседник.
Жириновского иронично называли «шутом», проводя параллели между его экстравагантными действиями и правом средневековых шутов в завуалированной форме критиковать придворных. Так, журналист Евгений Вышенков в некрологе на сайте «Фонтанка.ру» говорил, что Жириновский своими поступками и речами снимал напряжённость у простых людей, а также мог донести «личную боль» российских граждан до Президента: по мнению сотрудника Института русского языка РАН Анатолия Баранова, повторение в выступлениях Жириновского тезиса «Россия — превыше всего» благоприятно действовало и на людей старшего поколения, воспитанных на советских ценностях патриотизма, и на всю патриотически настроенную аудиторию России. Издание kulturologia.ru сравнивало Жириновского по эксцентричности его высказываний и манере выступлений с депутатом правой фракции в Государственной думе Российской империи Владимиром Пуришкевичем. Образ Жириновского стал одним из востребованных в мире большой политики: похожий образ появился у ряда политиков США, Китая и Австралии. Вместе с тем этот имидж нередко критиковался: бывший министр обороны США Уильям Перри, побывавший в 1996 году в Государственной думе РФ, позднее в своих мемуарах описал В. В. Жириновского как одного из немногих политиканов, готовых говорить что угодно в угоду моменту, а журналист и публицист Егор Просвирнин иронично называл Жириновского прекрасным эстрадным актёром, не имеющим к политике никакого отношения, который мог говорить «совершенно противоположные вещи с интервалом в одну минуту, ничуть не сбиваясь и не меняя выражения лица».
Характерными для образа Жириновского стали использовавшиеся им в некоторых выступлениях слова «однозначно» и «подонки», которые стали цитироваться в 1990-е годы на телевидении в разных юмористических шоу — сам Жириновский говорил, что слово «однозначно» было навязано всей стране. Владимир Вольфович также становился героем многочисленных интернет-мемов: помимо видео обращения к Джорджу Бушу, известному под названием по первой фразе «Не надо шутить с войной», таковым стало фото Жириновского с подписью «Хватит это терпеть!», которая была лозунгом партии ЛДПР на выборах в Государственную думу 2011 года и стала использоваться пользователями для описания недовольства любой проблемой. В 2018 году в интервью с журналисткой Ириной Шихман Жириновский высоко оценил популярный в соцсетях хэштег «Жириновский жжёт». Отдельным мемом стали блочные комиксы с фотографиями активно жестикулирующего на заседаниях Госдумы Жириновского (указывающего пальцем, разводящего руки в стороны или хватающегося за голову), в которых тот жаловался на какую-либо жизненную ситуацию. В августе 2017 года на Дне физкультурника Жириновский искупался в бассейне, а фотографы запечатлели политика на надувном матрасе, который поддерживали несколько человек из ЛДПР: фотография стала очередным мемом, в котором Жириновского в таком виде размещали на разных локациях (в том числе на Железном троне из сериала «Игра престолов» и на диване в шоу «Вечерний Ургант»), а также и на фотографии с одного из митингов, где Жириновского «выносили» сотрудники Росгвардии. В дальнейшем Жириновский говорил, что будет стремиться не давать поводов для подобных фотографий, потому что иначе «люди не поймут» и примут это за реальную фотографию.

### Резкие высказывания
Немецкий политолог Андреас Умланд, комментируя книгу Жириновского «Последний бросок на Юг» (1993), охарактеризовал в 2010 году представленные там идеи как фашистские. Зарубежными СМИ Жириновский неоднократно обвинялся в антисемитизме: в одном из своих заявлений он отметил, что евреи сами часто виноваты в антисемитизме. В то же время в интервью Владимиру Познеру в сентябре 2010 года Жириновский отказался от своих антисемитских высказываний, сделанных ранее, заявив, что во всех случаях он был либо неправильно понят, либо неправильно истолкован, либо его речь была объектом монтажа. Также Жириновский открыто выражал свою неприязнь к иностранцам — туркам, народам Средней Азии и Закавказья — и ко многим уроженцам Северного Кавказа. Жириновский также призывал к высылке всех китайцев с российского Дальнего Востока. По словам самого Жириновского, пресса неоднократно сравнивала его с Муссолини, чему он крайне возмущался.
В 2005 году министерство иностранных дел Казахстана объявило Жириновского персоной нон грата в этой стране за высказывания «относительно государственности, языка, территориальной целостности независимого Казахстана». В 2011 году Жириновский был объявлен персоной нон грата на территории субъекта России, в Республике Коми, после того как в одном из телеэфиров сделал следующее заявление: «Убрали у нас шесть национальных регионов, что, стало хуже? Кто-нибудь вспомнил Коми-Пермяцкий автономный округ? Пермский край! Там хорошо и русским, и коми! Хотя я сам ни разу не видел народ коми. Куда ни приеду, везде русские, даже в Сыктывкаре, столице Коми, русские, а коми в меньшинстве». 15 мая 2013 года парламент Кыргызстана принял решение признать Жириновского персоной нон грата, поводом для чего стало его заявление о том, что в счёт погашения долга Кыргызстан могла бы отдать России озеро Иссык-Куль. Позднее в заявлении МИД Кыргызстана было отмечено, что Жириновский неоднократно допускал неприемлемые высказывания, оскорбляющие национальные чувства киргизского народа.
24 октября 2013 года в эфире телепередачи «Поединок» на канале «Россия-1» Жириновский заявил, что рост численности населения на Кавказе нужно контролировать, введя штраф за рождение более двух детей, а если само население региона не захочет рожать меньше, то Кавказ следует обнести колючей проволокой. В том же выпуске он заявил, что рано уехал из Казахстана, так как не смог жить рядом с жителями Средней Азии. Через день после данных высказываний чеченское отделение ЛДПР прекратило свою деятельность, мотивируя тем, что Жириновский скомпрометировал себя как носитель фашистской идеологии. Председатель партии «Яблоко» Сергей Митрохин направил в Следственный комитет России обращение с требованием возбудить на Жириновского уголовное дело по статье о разжигании ненависти или вражды и унижении человеческого достоинства. 6 ноября Президент России Владимир Путин на личной встрече призвал Жириновского к сдержанности в публичных выступлениях. 12 ноября на заседании Госдумы Жириновский сообщил, что сожалеет о своих словах, но отметил, что он «не всегда бывает правильно понят». Слова о том, что Кавказ необходимо окружить колючей проволокой, Владимир Жириновский попросил интерпретировать как предложение устанавливать блокпосты во время операций при поимке преступников. В 2019 году на заседании Госдумы он резко высказался по поводу финансирования некоторых национальных республик, заявив, что из-за этого «в русских областях меньше рожают»: слова Жириновского раскритиковал Председатель Госсовета Татарстана Фарид Мухаметшин. Телеведущий Владимир Познер, комментируя этот случай, заявил, что на фоне таких слов порой взгляды Жириновского «смахивают на фашистские», оговорившись при этом, что не называл лидера ЛДПР «фашистом». В 2020 году Жириновский в компании своих телохранителей вышел на прогулку и на Красной площади раздавал деньги людям приговаривая «Дети, инвалиды, кто ещё? Сироты, крепостные, холопы». Данный момент был заснят на видео.

### Диссертация
24 апреля 1998 года на учёном совете в МГУ защитил диссертацию на соискание учёной степени доктора философских наук по теме «Прошлое, настоящее и будущее русской нации: Русский вопрос: социально-философский анализ» (специальность — 22.00.01 «Теория, методология, история социологии»). Заместитель декана по печати, информации и общественным связям социологического факультета МГУ, доцент Владимир Галочкин пояснил, что диссертация Жириновского представляла собой «не отдельную научную работу, а диссертационный доклад», основой для которого послужили 11 томов размышлений лидера ЛДПР, записанных им в разные годы. В 2008 году Михаил Руткевич писал, что имели место нарушения: несмотря на наличие в МГУ имени М. В. Ломоносова философского факультета, защита проходила на социологическом; из Института социально-политических исследований РАН поступил отрицательный отзыв на текст диссертации; несмотря на возражения группы членов Экспертного совета ВАК по социологии и политологии во главе с членом-корреспондентом РАН Анатолием Дмитриевым, от присуждения докторской степени за такую работу, при обсуждении данной диссертации, президиум ВАК под влиянием вице-президента РАН Владимира Кудрявцева и его некоторых сторонников проголосовал «за». Ряд СМИ отмечал, что при защите имела место дача взятки членам комиссии ВАК в размере пяти тысяч долларов США. Кроме того, в диссертации обнаружены заимствования, а в 2016 году, при комментировании диссертации Мединского, Павел Кудюкин сказал, что в целом уровень диссертации «находится на уровне халтуры».
В 2013 году депутат Государственной Думы России Илья Пономарёв направил на имя Генерального прокурора РФ Юрия Чайки запрос, где попросил «провести прокурорскую проверку законности защиты диссертации». В том же году Жириновский подал в Пресненский суд Москвы иск о клевете к Пономарёву, а также в качестве соответчиков к информационному агентству «Росбалт» и газете «Комсомольская правда» с целью взыскать по одному миллиону рублей компенсации морального вреда с каждого. Суд частично удовлетворил исковые требования к «Росбалту», который был обязан выплатить Жириновскому сто тысяч рублей.
В мае 2016 года Жириновский подал в суд на компанию News Media, владевшую радиостанцией «Русская служба новостей», и доцента кафедры истории русской философии философского факультета МГУ Бориса Межуева. Поводом для судебного разбирательства стало заявление Межуева в ноябре прошлого года в эфире радиостанции, когда тот комментировал слова Жириновского о причастности преподавателей философского факультета МГУ к попытке студентки Варвары Карауловой вступить в террористическую группировку «Исламское государство». Межуев назвал неприемлемыми подобные слова, прозвучавшие в исполнении человека, который «получил степень доктора философских наук, правда, на социологическом факультете МГУ, вообще говоря, за совершенно липовую диссертацию». Жириновский потребовал взыскать по 1 миллиону рублей с компании News Media и с Межуева.

### Конфликты и драки
Политическая деятельность Жириновского характеризовалась крайне не только яркими и скандальными высказываниями, но и драками. Сам политик в 2002 году в интервью «Коммерсанту» рассказывал, что в принципе не любил драться, но в комнате отдыха держал манекен, которому он мог «иногда дать в морду». По его словам, его раздражала «человеческая тупость», когда противник по дискуссии не мог понять элементарные вещи, и Жириновского порой «подмывало его чем-нибудь „оживить“». В 2017 году в интервью Юрию Дудю Жириновский сказал, что в мире нет людей, которым он хотел бы «дать в табло», а сам он считал насилие неприемлемым при разрешении личных споров и противоречий.

Жириновский обливает губернатора Нижегородской области Бориса Немцова апельсиновым соком. 18 июня 1995 года

18 июня 1995 года вышел выпуск программы «Один на один», в которой Жириновский в разгар дискуссии с губернатором Нижегородской области Борисом Немцовым облил того апельсиновым соком и чуть не устроил драку в эфире. Несмотря на то, что ведущий Александр Любимов успел завершить эфир, потасовка не прекратилась и после окончания эфира. По словам Жириновского, всё произошло спонтанно и он не хотел никого обливать соком, а просто передавал стакан; в сложившейся ситуации Владимир Вольфович обвинял Немцова, который очень хотел «засветиться в телеэфире», и утверждал, что Любимов даже «заплатил» Немцову за всю организацию скандала. В дальнейшем Немцов некоторое время уклонялся от встречи с Жириновским, но позже оба помирились.
9 сентября 1995 года Жириновский стал невольным участником драки в Государственной думе между депутатами Глебом Якуниным и Николаем Лысенко, в которую вмешались также Евгений Логинов и Евгения Тишковская. В ходе драки Лысенко сорвал с Якунина крест, а Жириновский стал подначивать Лысенко криками «Коля, бей его, души, рви рясу!»: когда в драку влезла Тишковская, то Жириновский стал заламывать ей руки и душить, а позже, по словам Тишковской, он ещё и ударил по лицу шедшую мимо Нину Волкову. По факту драки Тишковская обратилась в прокуратуру, а Председатель Государственной думы Иван Рыбкин направил письмо и. о. генерального прокурора Алексею Ильюшенко с просьбой дать указания расследовать действия всех участников драки. Позже утверждалось, что Жириновский оттаскал Тишковскую за волосы и даже якобы кричал «Бей суку». В 2017 году политик заявил, что никогда подобного в жизни не кричал и не оттаскивал никого за волосы, а лишь пытался оттянуть её подальше, поскольку она активно участвовала в драке и пыталась нанести нескольким участникам драки удары в паховую область: его руки тогда просто оказались на уровне плеч женщины, из-за чего со стороны казалось, что Жириновский пытался оттаскать Тишковскую за волосы.
В мае 1997 года Жириновский затолкал в свою машину журналистку Юлию Ольшанскую — корреспондента телеканала МТК, пытавшуюся взять у него интервью. Фонд защиты гласности безуспешно пытался возбудить уголовное дело против Жириновского.
11 марта 1998 года в ходе дискуссии на пленарном заседании Госдумы Владимир Жириновский попытался выступить с возражениями в адрес представителя президента Ельцина Александра Котенкова, но спикер Геннадий Селезнёв пресекал эти попытки. Тогда Жириновский сказал: «Фракция, идём в президиум!», подошёл к креслу вице-спикера, а после объявления Селезнёвым перерыва начал поливать из стакана минеральной водой собравшихся у президиума нескольких депутатов из фракции «Яблоко».
В 1999 году на теледебатах Жириновский снова повздорил с Борисом Немцовым: лидер ЛДПР утверждал, что взял у охранника пистолет и предложил Немцову застрелиться, поскольку тот делал некие необоснованные заявления.
5 февраля 2002 года на совете Госдумы Владимир Жириновский заявил, что гражданство РФ надо давать только русским. В ответ депутат Борис Надеждин (фракция «Союз правых сил») съязвил, что в таком случае Жириновскому получить гражданство России не получится. В ходе дальнейших прений по этому вопросу Жириновский прицельно метнул в Надеждина стакан.
В 2003 году в Интернете и СМИ появилась видеозапись, на которой Жириновский сидел на диване рядом с двумя молодыми людьми и обращался к президенту США Джорджу Бушу, осуждая войну против Ирака и требуя от Буша немедленно отвести войска, предупреждая, что в случае вторжения Буш потерпит полное поражение и лишится власти. На видео Жириновский, используя нецензурную лексику, грубо выражался в адрес не только Буша, но и в адрес будущего Государственного секретаря США и занимавшей тогда пост Советника президента по национальной безопасности Кондолизы Райс, предшественника Буша на посту президента Билла Клинтона и скандально известного секретаря Клинтона Моники Левински. Как потом выяснилось, видео было записано в 2002 году. Само оно позже использовалось многими пользователями для создания музыкальных пародий и фактически стало интернет-мемом.
В ноябре того же года во время думской избирательной кампании Жириновский дважды устроил драки на теледебатах в прямом эфире: 17 ноября он подрался с Андреем Савельевым из блока «Родина» на дебатах в эфире телеканала «Россия», а 21 ноября после окончания дебатов в программе «Свобода слова» на НТВ подрался с кандидатом от «Яблока» Сергеем Митрохиным и экономистом Михаилом Делягиным.
В 2005 году Владимир Жириновский на одном из заседании Госдумы IV созыва публично выразил несогласие с результатом парламентских выборов в Ямало-Ненецком автономном округе, где победила «Единая Россия», и демонстративно покинул зал заседаний. Проходя мимо фракции «Родина», он вступил в перепалку с Иваном Викторовым. Коллега Викторова Андрей Савельев, комментируя спор Жириновского с Викторовым, заметил, что «слюни летят»: в ответ на это Жириновский плюнул в Савельева, и тут же завязалась драка с участием членов ЛДПР (в том числе Сергея Абельцева). Как сообщил телеведущий канала НТВ Алексей Пивоваров, некоторое время тому назад Савельев уже подрался с Жириновским в телеэфире во время обсуждения национального вопроса. Тогдашний руководитель фракции «Родина» Дмитрий Рогозин выступил с требованием лишить Жириновского поста вице-спикера Госдумы и возбудить в его отношении уголовное дело, а Савельев подал заявление в прокуратуру. В итоге Жириновского лишили слова до конца апреля.
27 февраля 2008 года в ходе предвыборных дебатов на телеканале «Звезда» у Жириновского произошла перепалка с Николаем Гоцей — представителем кандидата Андрея Богданова. Гоца обвинил Жириновского в том, что тот, критикуя вносимые правительством законопроекты, лично голосует «против», а партия якобы голосует «за». Возмущённый подобным Жириновский в ответ заявил, что это решает не Гоца, и начал выкрикивать в его адрес оскорбления, а после окончания дебатов приказал его вытолкать силой из студии, всячески угрожая. Спустя некоторое время Гоца подал иск на Жириновского в Преображенский районный суд города Москвы о защите чести и достоинства и взыскании морального вреда.
18 декабря 2008 года Владимир Жириновский появился на телеканале НТВ в эфире телепередачи «К барьеру!», в которой его оппонентом был Борис Надеждин, а тема звучала как «Власти мало?». По ходу эфира Жириновский в ответ на неоднократно высказанное Надеждиным желание «набить морду» позвал свою охрану и потребовал выдворить Надеждина из зала, однако ведущий программы Владимир Соловьёв позвал охрану НТВ. Потасовка затянулась, и Соловьев объявил срочный перерыв. Судьи назвали поведение Жириновского безобразным, хотя по итогам голосования в конце передачи Жириновский одержал победу над Надеждиным.
18 апреля 2014 года Владимир Жириновский устроил скандал перед началом пленарного заседания Госдумы, оскорбив беременную журналистку, корреспондентку МИА «Россия сегодня» Стеллу Дубовицкую, а также вступившуюся за неё корреспондентку «Интерфакса». При этом лидер ЛДПР кричал: «Христос воскресе! Воистину воскрес!». Представители различных российских СМИ, общественных и политических организаций требовали привлечь к ответственности лидера ЛДПР: выдвигались требования публичных извинений со стороны скандального политика, а также предлагалось лишить его на определённый срок права выступления на заседаниях Думы или даже мандата и депутатской неприкосновенности. 20 апреля в эфире телепрограммы «Воскресный вечер с Владимиром Соловьёвым» на канале «Россия-1» Жириновский принёс официальное извинение, оправдываясь, что он не знал о беременности журналистки. По инициативе Совета Госдумы из-за скандального инцидента была демонтирована выставка портретов Жириновского в здании Думы, приуроченная к его дню рождения. Ни депутатского мандата, ни права слова на заседаниях парламента Жириновский лишён не был. Первый заместитель главы фракции ЛДПР в Государственной Думе Алексей Диденко в своём письме к председателю Совета по правам человека Михаилу Федотову объяснил инцидент с журналисткой действием препарата «Циркадин», выписанного Жириновскому врачом поликлиники Управления делами Президента РФ. Показаниями для приёма лекарства названы утомляемость, нарушения сна, депрессивный синдром и нарушения циркадного ритма из-за быстрого перемещения между часовыми поясами.
На предвыборных дебатах телеканала «Россия-1» 28 февраля 2018 года произошла перепалка Владимира Жириновского с Ксенией Собчак. Когда последняя сказала: «Владимир Вольфович, в Вашем возрасте нельзя волноваться», Жириновский обратил на неё внимание и несколько раз оскорбил. Собчак за это облила Жириновского водой из стакана, за что лидер ЛДПР обругал Ксению Собчак несколькими нецензурными словами.
22 марта 2018 года журналист-гей телеканала «Настоящее время» Ренат Давлетгильдеев опубликовал в социальной сети Facebook пост о «пережитых домогательствах» со стороны Владимира Жириновского, чем подверг Жириновского аутингу. В ответ сын Жириновского, вице-спикер Госдумы Игорь Лебедев назвал слова Давлетгильдеева «клеветой», которую он расценивает «как оскорбление всей фракции».
9 сентября 2018 года на несогласованной акции против пенсионной реформы в Москве ударил по лицу одного из участников митинга, который проходил на Пушкинской площади, со словами «Ты сейчас кровью будешь истекать!». Поведение Жириновского сильно возмутило некоторых находившихся на месте происшествия людей. На кадрах, опубликованных очевидцами, видно, как один из присутствующих на Пушкинской площади ударил политика по ногам, после чего тот, потеряв равновесие, повалился на землю. На помощь к Жириновскому тут же подоспела охрана, которая помогла ему подняться на ноги. Побитый Жириновским протестующий оказался гражданином Украины.
28 сентября 2018 года депутат Госдумы Александр Хинштейн подал жалобу на действия лидера ЛДПР Владимира Жириновского в думскую комиссию по контролю за доходами депутатов и депутатской этике (в ноябре — в Тверской районный суд Москвы иск о защите чести и достоинства). 12 сентября депутаты Жириновский и Хинштейн устроили перепалку во время эфира программы «Вечер с Владимиром Соловьёвым». Хинштейн в своём письме утверждает, что «подвергся оскорблениям со стороны депутата ГД, руководителя фракции ЛДПР Жириновского». Он также отмечает в письме, что лидер ЛДПР «позволил себе ряд антисемитских высказываний».
Сам Жириновский заявлял, что большая часть утверждений, связанных с его эксцентричностью и эпатажностью — журналистские выдумки.

### Судебные дела
17 мая 1994 года Егор Гайдар на страницах газеты «Известия» назвал Жириновского «самым популярным фашистским лидером в России». В ответ Жириновский подал в суд на Гайдара и редакцию газеты за клевету. Иск был выигран Жириновским: оба ответчика были оштрафованы на 250$, а Гайдар вынужден был публично извиниться перед Жириновским.
10 июня 1998 года Председатель Мосгорсуда Зоя Корнева постановила взыскать с Жириновского 15 тысяч рублей в пользу журналистки НТВ Елены Масюк, а также обязать его принести публичные извинения за безосновательные обвинения в получении денег от чеченцев.
17 января 2012 года бизнесмен Алексей Реутов подал в Свердловский суд Перми иск о защите чести и достоинства после того, как Жириновский сказал, что на Урале живут самые «дебильные» люди в России. Как выяснилось, подобное высказывание из уст Жириновского прозвучало в 2001 году в интервью Станиславу Кучеру на телеканале «Совершенно секретно», в котором Жириновский крайне резко прошёлся не только по личности Бориса Ельцина, но и по выходцам из деревень, пошедшим в большую политику:

Там не может быть культуры. Это автоматом всё идёт. Вот Горбачёв из села — тупизна. Ельцин тупой не только потому, что строитель. Урал, Урал, Урал, Урал. Там огромное количество залежей под землёй. Это кладовая страны. Там огромное магнитное поле. Там вообще тупое население. Там дебилы живут. Вот от Перми до Екатеринбурга — это страшное… это население дебильное. Оно может быть здоровым, но если взять его по интеллекту — он тупой, до упора […] Я же объехал всю страну. Вы меня поймите. Я 40 лет езжу по стране. Более тупого населения, чем на Урале, нет. И там родился Ельцин!
5 апреля 2012 года суд отказал в иске. Комментируя это высказывание в 2017 году в интервью Юрию Дудю, Жириновский утверждал, что ставил объектом своей критики именно Ельцина и не хотел оскорбить никого из жителей Урала, а его высказывания о дебилах были связаны более с возможными заболеваниями, которые могли быть вызваны возможным «воздействием на мозги» железной руды.
28 ноября 2018 года депутат Госдумы Александр Хинштейн подал иск о защите чести и достоинства против Жириновского в Тверской районный суд Москвы. Поводом для разбирательства послужила дискуссия политиков в программе Владимира Соловьёва (см. выше). Моральный ущерб пострадавшая сторона оценила в 10 млн рублей.
В 2017 году в российском издательстве «Фантом Пресс» вышла книга бывшего руководителя московского бюро газеты Financial Times Чарльза Кловера «Чёрный ветер, белый снег. Новый рассвет национальной идеи». В октябре иск ЛДПР и Жириновского о взыскании с «Фантом Пресс» 1 млн рублей и опровержении ряда утверждений был принят к производству Останкинским районным судом. 15 апреля 2019 года Останкинский суд Москвы отклонил иск.

#### Связь Жириновского с КГБ
На протяжении всей политической карьеры Жириновского существовала теория о его связи со спецслужбами. Основной тезис этой теории заключался в том, что силовики хотели канализировать нараставшие протестные настроения в СССР, для чего создали формально оппозиционную, но полностью подконтрольную властям партию. Так, во время судебной тяжбы ЛДПР с издательством «Фантом Пресс» в декабре 2018 года из-за книги «Чёрный ветер, белый снег. Новый рассвет национальной идеи» бывшего шефа московского бюро Financial Times Чарльза Кловера стали известны утверждения, которые требовали опровергнуть Жириновский и ЛДПР:
- «ЛДПР оказалась самым, пожалуй, успешным из совместных проектов компартии и КГБ, направленных на перехват и контроль политической реформы [1991 года]. Одни из этих проектов, в том числе ЛДПР, должны были побеждать на выборах, другие — избегать выборов»;
- «Ходили упорные слухи, будто бы Жириновский — бывший агент КГБ, — его действительно выдворили в 1970 году из Турции, обвинив в шпионаже»;
- «ЛДПР была вознаграждена за решение сохранять во время мятежа нейтралитет: она получила кое-какие кабинеты в Кремле и благожелательное освещение по телевидению».

Высокопоставленный сотрудник КГБ СССР Олег Калугин отмечал, что Жириновский являлся агентом КГБ, а при встрече с Калугиным тот якобы поблагодарил его за распространение этой информации. Однако Жириновский всячески отрицал свои связи со спецслужбами, объяснив в 2004 году в интервью Дмитрию Гордону возникновение подобной теории. По словам Владимира Вольфовича, после начала Перестройки Михаил Горбачёв давал КГБ СССР задание проанализировать деятельность лидеров новых кружков и общественно-политических движений, однако сотрудникам спецслужб нужно было только составить список тех людей, кто в своих высказываниях выражал лояльность к стране, армии и спецслужбам. На докладе Политбюро Горбачёв, ссылаясь на сведения от председателя КГБ СССР Крючкова, заявил, что из новых партий только созданная Жириновским ЛДПСС была лояльна стране, армии и спецслужбам.
Однако, по словам Жириновского, несколько членов Политбюро (в том числе Яковлев и Собчак) неправильно поняли доклад и решили, что КГБ и создал партию: в дальнейшем Жириновский безуспешно пытался убедить членов Политбюро выступить с официальным заявлением, чтобы разъяснить суть доклада и прекратить распространение слухов. Более того, в 1991 году во время предвыборной гонки при основной кандидатуре Жириновского на пост вице-президента претендовал Андрей Завидия, кампанию которого отчасти проспонсировали коммунисты для борьбы против Ельцина, что породило очередную волну слухов о связи Жириновского со спецслужбами.
В 2017 году в интервью Юрию Дудю Жириновский сказал, что Владимир Путин, будучи директором ФСБ, консультировался с Жириновским по ряду вопросов, в том числе по вопросам конфликта Турции с курдами.

### Международные санкции

Страны, где Жириновский попадал под санкции

Жириновский был внесён в Чёрный список Евросоюза 12 сентября 2014 года. Совет Европейского союза отметил, что как член Совета Госдумы, председатель партии ЛДПР Жириновский активно поддержал размещение российских вооружённых сил на Украине и аннексию Крыма; активно выступая за раздел Украины, от имени партии подписал соглашение с Донецкой Народной Республикой. Был внесён и в санкционный список Канады 28 апреля 2014 года. В феврале 2022 года из-за болезни не голосовал за признание независимости ЛДНР и поэтому не попал под дополнительные санкции Евросоюза. Только 15 сентября 2022 года, спустя 5 месяцев после смерти Жириновского его имя было исключено из всех санкционных списков ЕС.

## Болезнь и смерть

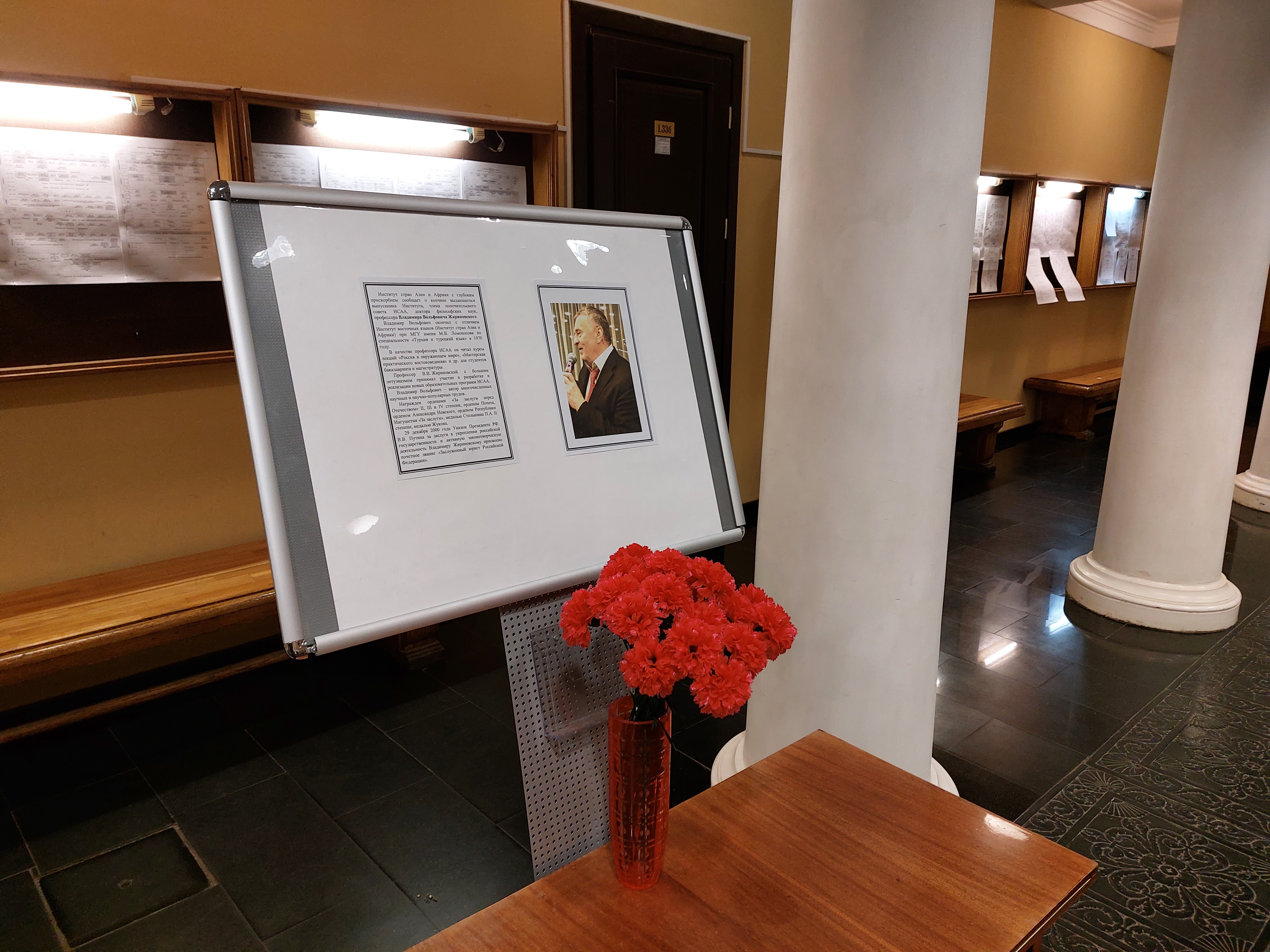
Некролог В. В. Жириновского в ИСАА МГУ, где он учился и преподавал

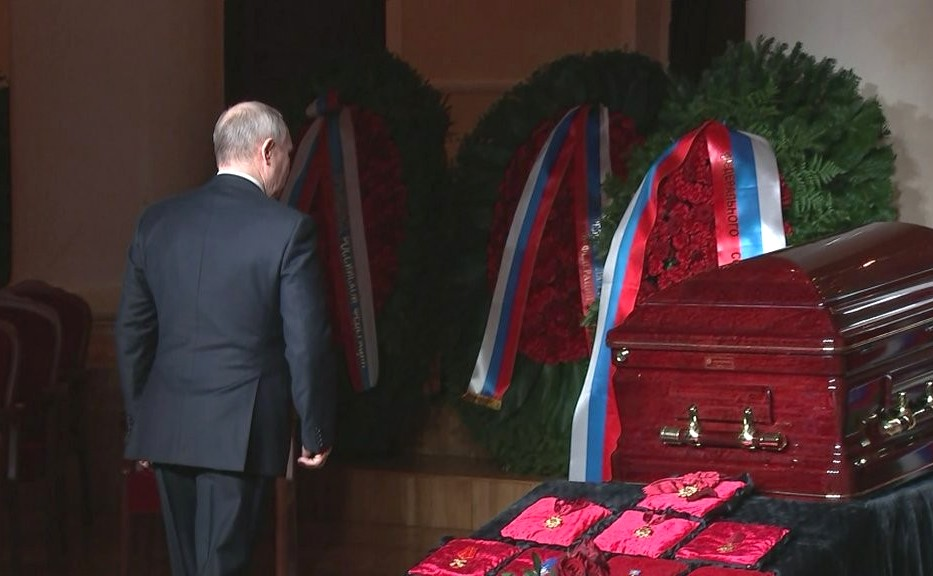
Владимир Путин на похоронах Владимира Жириновского. 8 апреля 2022 года

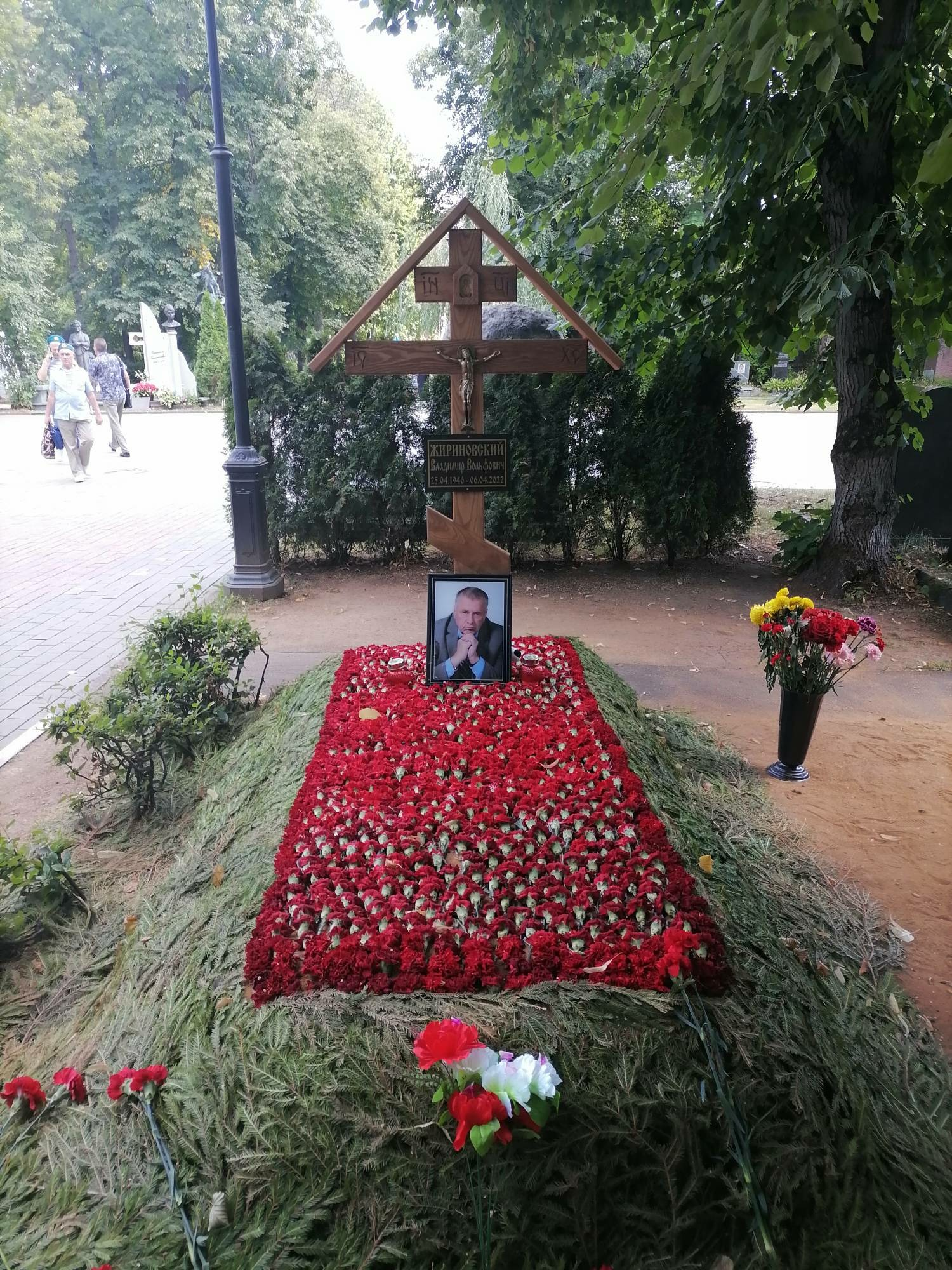
Могила В. В. Жириновского на Новодевичьем кладбище

13 сентября 2010 года в эфире авторской программы Владимира Познера Владимир Жириновский на вопрос «Как бы вы хотели бы умереть?» ответил так:

Дома, в кровати, я даже дату наметил же, не буду говорить, а то там будут ждать этой даты или ещё что случится. То есть не в больнице, и не в судорогах. Как бабушка — она встала в 8 утра, попила водички и в полдевятого ушла в мир иной. То есть спокойно умереть, без операций, без каких-либо проблем. И дома, в домашних условиях.

В ответ на вопрос «Оказавшись перед Богом, что бы Вы ему сказали?» Жириновский произнёс следующее:

Я сделал все, что мог. Отправьте меня обратно, я продолжу борьбу, помогать бедным, помогать всем страждущим бороться с тем, что мешает нам жить. Обратно отправьте меня — мне нужен билет обратно. Я не хочу здесь лежать в райском саду. Лучше я буду где-то в тайге идти полуголодный, но помогать людям.

2 сентября 2020 года Жириновский сделал прививку от коронавируса, став добровольным участником пострегистрационных клинических исследований вакцины «Спутник V», а через три недели был привит второй дозой этой вакцины, при этом никаких побочных явлений не возникло. Через несколько месяцев уровень антител снизился, и в декабре 2020 года он сделал ещё прививку вакциной «Спутник Лайт», после чего попытался закрепить результат назальным спреем-прививкой вакцины «Спутник». В конце лета 2021 года привился двумя дозами вакцины «КовиВак». В декабре 2021 года сделал седьмую и восьмую прививки от коронавируса вакциной «КовиВак». В январе 2022 года Жириновский сообщил своё мнение: «Идеальный вариант — каждые два месяца делать дополнительный укол». Он подчеркнул, что есть вероятность того, что он является единственным россиянином, который настолько часто вакцинировался от COVID. В феврале 2022 года вирусолог Владимир Болибок заметил: «Если разобраться в деталях: из высокоэффективных прививок он сделал „Спутник V“ и „Спутник Лайт“ год назад… „Спутник V“ защищает от „омикрона“, если прививка свежая — в пределах трёх месяцев. Информации об эффективности других отечественных вакцин в плане защиты организма от столкновения со штаммом „омикрон“ нет».
9 февраля 2022 года СМИ сообщили, что за неделю до этого, 2 февраля Жириновский был госпитализирован в ЦКБ с двусторонней пневмонией, которая развилась на фоне штамма «омикрон» коронавируса; поражение лёгких составляло 50—75 %. Вечером 9 февраля 2022 года Жириновский был подключён к аппарату ИВЛ; в конце февраля введён в состояние медикаментозной комы. Состояние стабилизировали, и 11 марта Жириновский пришёл в сознание. Его перевели в палату, где политик мог общаться с подчинёнными через защитную стеклянную перегородку. Врачи разрешили пользоваться тремя мобильными телефонами, разрешили выдать книги и рабочие документы. В конце марта состояние Владимира Жириновского резко ухудшилось. На фоне перенесённого коронавируса и диабета развился обширный сепсис, отказали оба лёгких. Лидер ЛДПР был снова подключён к аппарату, который поддерживал его жизнь.
25 марта 2022 года ряд СМИ, ссылаясь на сенатора Александра Пронюшкина, ошибочно сообщил о смерти Жириновского, на что последовали опровержения председателя Госдумы Вячеслава Володина, замглавы фракции ЛДПР Алексея Диденко, и пресс-службы Министерства здравоохранения Российской Федерации. В ЛДПР сообщение о смерти председателя назвали «грязной провокацией жёлтой прессы». В тот же день ВЦИОМ сообщил, что с начала болезни рейтинг доверия к Жириновскому у граждан вырос в 2 раза.
6 апреля 2022 года в 13:05 по московскому времени Владимир Вольфович Жириновский скончался в Москве, в больнице, в возрасте 75 лет «после тяжёлой и продолжительной болезни». Эту информацию официально подтвердил председатель Государственной думы Вячеслав Володин.
Соболезнования в связи со смертью Жириновского выразили президент России Владимир Путин, министр обороны России Сергей Шойгу, мэр Москвы Сергей Собянин, глава ДНР Денис Пушилин и многие другие.
Прощание с Владимиром Жириновским состоялось 8 апреля 2022 года. На церемонии прощания присутствовали президент России Владимир Путин, премьер-министр Михаил Мишустин, спикер Госдумы Вячеслав Володин, глава Минобороны РФ Сергей Шойгу, глава МИД Сергей Лавров, вице-премьер Татьяна Голикова, омбудсмен Татьяна Москалькова, лидер КПРФ Геннадий Зюганов, лидер «Справедливой России — За правду» Сергей Миронов и многие другие политики. Утром в Храме Христа Спасителя чин отпевания провёл Патриарх Московский и всея Руси Кирилл, затем в Колонном зале Дома Союзов прошла церемония прощания. Похоронен с воинскими почестями на Новодевичьем кладбище (участок № 6). 6 апреля 2023 года на Новодевичьем кладбище в Москве был открыт памятник, церемонию посетили лидер ЛДПР Леонид Слуцкий, спикер Госдумы Вячеслав Володин, вице-спикеры Сергей Неверов и Пётр Толстой, министр финансов Антон Силуанов, депутаты фракции, член ЛДПР Виктор Бут, сын и дочь Жириновского.

## Личная жизнь

### Семья
С 6 января 1971 года по 1978 год и с 1996 года до конца жизни был женат на Галине Александровне Лебедевой (род. 1949). Галина Лебедева — вирусолог, кандидат биологических наук, в 1985 году защитила кандидатскую диссертацию на тему «Особенности персистенции вирусов комплекса клещевого энцефалита в организме и культурах клеток». По утверждению Жириновского, в 1978 году они официально развелись, и с тех пор их связывал церковный брак. В 1996 году Жириновские к своей серебряной свадьбе венчались в православии.
Жириновский имел трёх детей:
- Старший сын — Игорь Владимирович Лебедев (род. 1972), c 2021 года — Давид Александрович Гарсия[224][225]. Имеет юридическое образование (Московская государственная юридическая академия, 1996)[226]. Депутат Государственной думы (2000—2021), руководитель думской фракции ЛДПР (2000—2011), заместитель председателя Государственной думы (2011—2021). До избрания в Думу работал в Министерстве труда и социального развития РФ на должности советника министра Сергея Калашникова (ЛДПР). Сыновья-близнецы — Александр и Сергей (род. 1998), учатся в пансионе при МГУ[28][227]. Третий сын Игоря Лебедева родился 3 апреля 2018 года[228].
- Внебрачный, младший сын Олег Владимирович Эйдельштейн[229] (при рождении — Газдаров; род. 13 декабря 1986)[230][231][232] — от Жанны Газдаровой[233]. В 2003 году окончил Московский государственный открытый университет (МГОУ), в 2006 году — Дипломатическую академию МИД России[232]. На 2017 год работал советником-экспертом в аппарате Администрации Смоленской области[232]. В том же году баллотировался на выборах депутатов Парламента Республики Северная Осетия шестого созыва. В июне 2024 года Никулинский суд Москвы удовлетворил иск о признании Эйдельштейна сыном Жириновского[234].

В декабре Олег Эйдельштейн официально взял фамилию Жириновского.
- - две внучки.
- Внебрачная дочь — Анастасия[236] Владимировна Боцан-Харченко[229] (при рождении — Петрова) (род. 1983)[223]. Приходится снохой послу России в Сербии Александру Аркадьевичу Боцан-Харченко.
  - внучка Екатерина Боцан-Харченко
  - внучка Александра Боцан-Харченко

Племянник, сын двоюродной сестры — Александр Балберов (род. 1962) — депутат Государственной думы VI созыва (в 2011—2014 годах), заместитель председателя Тульской областной думы (с 2014 года), член ЛДПР с 1993 года. Другой племянник, Андрей Жириновский, владеет фармацевтическим бизнесом, занимается производством и продажей алкогольной продукции, является одним из финансистов ЛДПР, баллотировался в мэры Петрозаводска. Племянница Лиля Михайловна Хобтар работает начальником управления юстиции.
В 2006 году Жириновский в интервью «Коммерсанту» заявил, что готов к 2016 году завести ещё четверых детей, причём ради этого он готов был даже усыновить кого-либо.

### Имущество
Жириновский проживал в микрорайоне Матвеевское. В антикоррупционной декларации за 2020 год им был указан доход в 39 039 513 рублей, квартиры площадью 38,8 м² и 436,3 м² (вторая — в пользовании). В антикоррупционной декларации 2019 года им указывался доход в 22 450 933,27 руб., то же самое недвижимое имущество (вторая квартира в безвозмездном пользовании) и автомобиль LADA 212140. В антикоррупционной декларации 2016 года упоминалось следующее имущество:
- доход 79 140 723,87 руб;
- четыре земельных участка в Московской области:
  1. 1917 м² (+/-15);
  2. 2004 м² (+/-16, наём/аренда);
  3. 4455 м² (в собственности одна треть, для индивидуального жилищного строительства);
  4. 17482 м² (для ведения личного подсобного хозяйства).
- шесть жилых домов в Московской области: 31 м², 107,3 м² (в собственности одна треть), 126 м², 330 м², 354,5 м², 418,5 м², 429,7 м² и 464 м²;
- квартира в Москве 436,3 м² (безвозмездное пользование);
- два гаража в Московской области (600 и 657,7 м²) и навес там же (44,2 м²);
- хозяйственная постройка в Московской области (297 м²);
- бассейн в Московской области (803,7 м²);
- автомобиль LADA 21214.

В интервью Юрию Дудю от 2017 года Жириновский рассказал подробности приобретения указанного имущества. По его словам, он приобрёл жилые дома в Подмосковье, бассейн и прочие помещения приблизительно 20 лет тому назад, поскольку владельцы этого имущества массово съезжали и продавали его достаточно дёшево. Некоторые из объектов были позже достроены однопартийцами ЛДПР для проведения Дня физкультурника (в том числе на закрытых и открытых спортплощадках и бассейнах). Формально Жириновский оформил всё имущество на себя как на физическое лицо, чтобы платить меньшие налоги, чем в случае с оформлением на юридическое лицо.
Квартира Жириновского в Москве представляла собой частично «внизу проходной этаж» из нескольких комнат, а верхняя её часть была преобразована в своеобразный музей подарков. Он же заявил тогда о том, что в будущем может продать имущество для приобретения более крупных помещений, которые можно использовать в качестве новой штаб-квартиры ЛДПР недалеко от центра Москвы. Доход в 2016 году в размере 79 млн рублей Жириновский объяснил продажей крупного подмосковного земельного участка, который был подарен одним из «больших сторонников ЛДПР», который при этом не был депутатом. Однако в связи с отсутствием забора и источников воды Жириновский продал участок. В декларации 2015 года действительно фигурировал участок для дачного строительства площадью 29 000 м².
В декларации 2017 года упоминалось почти то же самое имущество со следующими отличиями:
- доход составлял 98 291 079,57 руб., в том числе:
  1. денежные средства на счетах в банках (29 896 102,23 руб., 19 счетов);
  2. акции и ценные бумаги (73 529 411 акции, Банк ВТБ).
- земельные участки 1917 м² и 2004 м² сдавались в наём, также упоминались участки площадями 5255 м² и 20482 м²;
- два новых жилых дома в Московской области: 126 м² и 429,7 м²;
- автомобиль LADA 212140, 2014 год выпуска.

Владимир Вольфович Жириновский коллекционировал разные автомобили: его наиболее известной машиной была Maybach 62S, которой он управлял до 2013 года. В декларациях чаще упоминалась машина «ВАЗ-21214» («Нива»), однако на ней Жириновский не ездил, передавая её для нужд партийных активистов (так, в августе 2017 года она использовалась в Северной Осетии). Всего для нужд ЛДПР, по словам Жириновского, использовались 160 машин по всей стране, причём некоторые из них оформлялись на его имя, чем он был крайне недоволен.

## «Предсказания» Жириновского
В средствах массовой информации не раз утверждалось, что Жириновский благодаря тщательному анализу делал достаточно точные предсказания насчёт развития политической и экономической ситуации в разных странах и регионах: нередко подобные заявления назывались журналистами «пророчествами», и даже пресс-секретарь ЛДПР Александр Дюпин в шутку называл Жириновского «пророком». По мнению Владимира Путина, высказанному 7 июля 2022 года, все предположения Жириновского были выстроены «на знаниях, на понимании развития ситуации, на перспективах развития этих ситуаций». В Интернете мнения по поводу предсказаний Жириновского о событиях в мире разделились: многие пользователи иронично воспринимали его высказывания, хотя и признавали, что Жириновский оказался прав насчёт многих событий, но выдавал их в свойственной себе манере; другие же утверждали, что все «пророчества» являются не более чем политическими инсайдами, о которых политик якобы случайно проговаривался.
Одним из примеров подобной аналитики считается заседание Государственной думы от 25 декабря 1998 года, на котором Жириновский поднял вопрос российско-украинских отношений и вопрос принадлежности Крыма. Комментируя тот факт, что между Россией и Украиной на тот момент не был подписан договор о государственной границе, Владимир Вольфович заметил, что у Украины в связи с этим не было юридических оснований вступить в какой-либо экономический или политический блок, будь то Европейский союз, СНГ (Украина не входила формально в его состав) или НАТО, но тем самым создавались поводы для выдвижения территориальных претензий (в том числе и претензий на Крымский полуостров со стороны Турции). Обсуждая юридические тонкости международных договоров и упоминая попытку денонсации Беловежских соглашений в 1996 году, Жириновский заявил буквально следующее:

Пройдут годы, вырастет новое поколение. Оно накажет всех и за Беловежские соглашения, и за девяносто первый, и за девяносто восьмой год!

В 2004 году Жириновский предрекал продолжение арабо-израильского и армяно-азербайджанского вооружённых конфликтов в XXI веке, а в том же году иронично заявил, что после Джорджа Буша-младшего на посту президента США окажется «мусульманин, негр, одноногий и гомосексуалист»: предсказание по поводу чернокожего политика во главе США сбылось в 2008 году после победы Барака Обамы на президентских выборах. В том же 2008 году Жириновский, обсуждая возможное вступление Украины и Грузии в НАТО, заявил, что если население ряда регионов Украины (им упоминались Крым, Донецк и Луганск) будет протестовать против вступления их страны в НАТО, а для подавления этих выступлений Украина применит армию, то Россия будет иметь полное право вмешаться в возникший конфликт для обеспечения своей безопасности.
В одном из выступлений 2012 года Жириновский заявил, что президент Украины Виктор Янукович «не знает, кому себя продать подороже», и предрёк, что Янукович своими действиями может спровоцировать акции протеста, что и случилось зимой 2013—2014 годов. В 2015 году в эфире ток-шоу «Политика» с Петром Толстым, выходившим на Первом канале, Жириновский предрёк начало поставок оружия странами западного мира на Украину в помощь ВСУ в борьбе против пророссийских сил и заявил, что Европа таким образом пытается использовать «огромные запасы денег, которые должны работать». В том же эфире Жириновский сказал о возможном возникновении конфликтов не только на Украине, но и в Южной Европе, заявив в конце своего монолога: «Всё, готовьтесь к мобилизации. Частичной». Предсказание Жириновского о возможной частичной мобилизации в России фактически сбылось 21 сентября 2022 года. Однако наиболее резонансным в списке заявлений на тему военно-политического конфликта на Украине считается выступление Жириновского в декабре 2021 года, когда он фактически предсказал дату перехода вооружённого конфликта на Украине в «горячую фазу», ошибившись всего на двое суток. Весной 2022 года ЛДПР заявила, что все предсказанные Жириновским события по поводу Украины полностью сбылись.
В феврале 2013 года Жириновский сравнил Бориса Немцова со Львом Троцким, который «ждёт своего ледоруба», и предрёк его насильственную смерть, произошедшую в 2015 году. В 2021 году Жириновский заявил о растущей политической нестабильности в Средней Азии, призвав русскоязычное население оттуда уезжать в Россию: в январе следующего года беспорядки прокатились по Казахстану, а в июле начались протесты в Каракалпакской Республике в составе Узбекистана. 3 июля 2022 года в сети появился фрагмент выпуска программы «60 минут» телеканала Россия-1 от 2020 года, в котором Владимир Жириновский, обсуждая горячие точки, упомянул требования каракалпаков к властям Узбекистана не упразднять их автономию и заявил, что это противостояние может перерасти в вооружённое столкновение:

Вы, наверное, забыли такой народ на западе Узбекистана. Они спрашивают, где их автономия. Ликвидировали, и ничего нет. Но подождите, ещё это загорится!

Жириновскому приписывается также «предсказание» об «Исламском государстве», датируемое 2010 годом: на выступлении в Государственной Думе он выступил с речью о демографическом кризисе в России, проживающих в России мусульманских народах и населении традиционно мусульманских стран наподобие Ирана и Турции. Перечисляя мусульманские страны Азии, Жириновский упомянул некое единое «исламское государство», которое, в отличие от СССР, было объединено не идеологией наподобие коммунистической, а «вековой религией». Однако в полной версии речи Жириновского не велось речи о терроризме, а сама террористическая группировка ИГИЛ появилась ещё в 2006 году.
В 2016 году Жириновский передал Музею современной истории России капсулу с прогнозами развития мира, которую предполагалось вскрыть в 2036 году. Среди упоминаемых им предсказаний фигурировали ограничение рождаемости из-за риска перенаселения планеты и введение самоуправления в городах всех стран мира, дальнейшее развитие компьютеризации и отказ от паспортов и наличных средств, становление России в качестве центра мира и распад НАТО и Европейского союза. Губернатор Хабаровского края Михаил Дегтярёв также издал две книги о Жириновском под названиями «Пророк в своём Отечестве» (2015) и «Пророк 2.0» (2021).

## Память

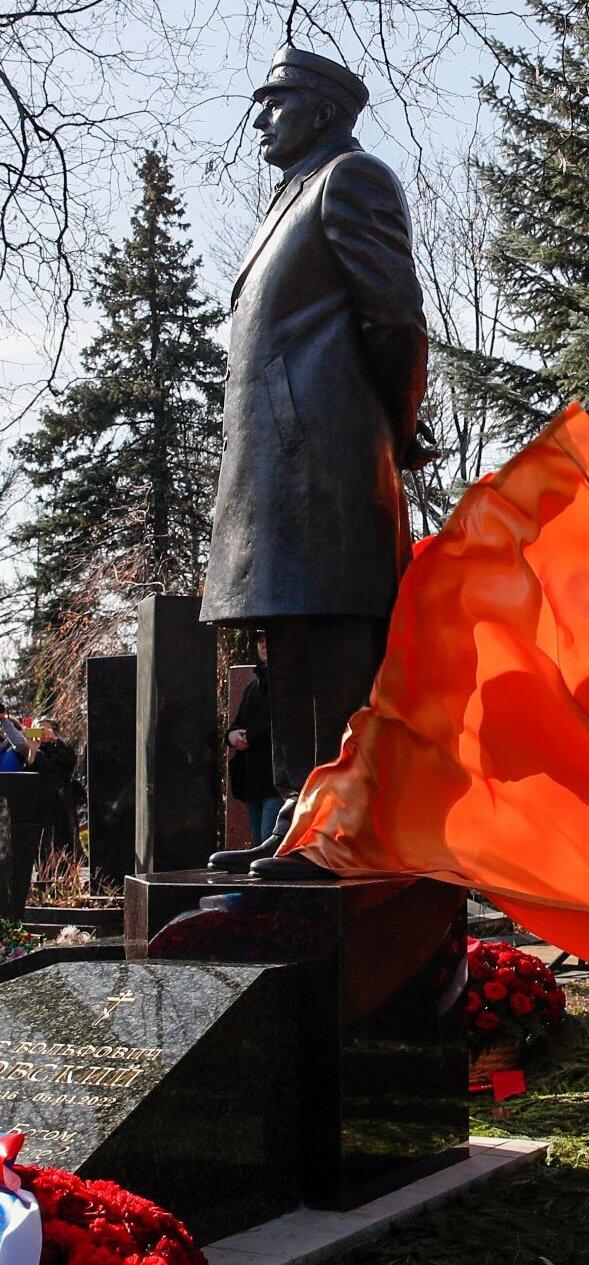
Памятник Жириновскому на Новодевичьем кладбище

11 апреля 2016 года в Москве установили памятник Владимиру Жириновскому. Скульптуру изготовил Зураб Церетели. Фигуру высотой более трёх метров установили во дворе Университета мировых цивилизаций им. В. В. Жириновского. На открытии присутствующими был исполнен гимн «Боже, Царя храни!».
20 мая 2022 года депутатами Городской думы Нижнего Новгорода было принято решение о наименовании в память о Жириновском бульвара, проходящего вдоль проспекта Гагарина.
1 июля 2022 года Институт мировых цивилизаций был переименован в Университет мировых цивилизаций им. В. В. Жириновского.
23 сентября 2022 года Постановлением № 2061-ПП Правительства Москвы имя Жириновского было присвоено улице — прежде безымянному проезду, проходящему от Нежинской улицы в районе Очаково-Матвеевское вдоль долины реки Сетунь в коттеджном посёлке «Нежинская, 14» рядом с домом, где он жил с 1993 по 2022 гг. (Нежинская ул., 14, корпус 1).
6 апреля 2023 года, в годовщину смерти Владимира Жириновского, на Новодевичьем кладбище был открыт памятник политику. Памятник представляет собой фигуру Жириновского в полный рост на постаменте, общая высота памятника составляет 2,75 м. На памятник золотыми буквами нанесены знаменитые цитаты политика — «Я буду защищать русских!» и «Оказавшись перед Богом, что Вы ему скажете? — Я не хочу здесь лежать в райском саду. Лучше я буду где-то в тайге идти полуголодный, но помогать людям».
15 июня 2023 года на ПМЭФ была представлена созданная на основе выступлений и интервью нейросеть «Жириновский».
8 декабря 2023 года была выпущена почтовая марка тиражом 98000 штук с изображением Владимира Вольфовича Жириновского номиналом в 50 рублей.
В мае 2024 года по инициативе руководства воронежского отделения ЛДПР в Воронеже именем В. В. Жириновского был назван небольшой сквер, расположенный на улице Фридриха Энгельса. Ранее, на Московском проспекте была высажена аллея в память о политике.
6 ноября 2024 года президент Владимир Путин подписал указ о проведении 25 апреля 2026 года торжеств на государственном уровне в честь 80-летия со дня рождения Владимира Жириновского (1946—2022). Путин распорядился создать организационный комитет по подготовке и проведению мероприятия и назначил ответственным председателя Госдумы Вячеслава Володина. В оргкомитет вошли 35 человек, в том числе гендиректор «Первого канала» Константин Эрнст, председатель партии ЛДПР Леонид Слуцкий, министры, руководители некоторых вузов.

## Медийная активность

### Фильмография
| Год  |     | Название                                               | Роль                             |
| ---- | --- | ------------------------------------------------------ | -------------------------------- |
| 1995 | док | Tripping with Zhirinovsky (Реж. Paul Pawlikowski, BBC) | камео                            |
| 1997 | ф   | Корабль двойников (Реж. Валерий Комиссаров, Комедия)   | капитан Жаров                    |
| 2000 | с   | 33 квадратных метра                                    | камео                            |
| 2001 | с   | Кышкин дом                                             | камео                            |
| 2004 | ф   | Парижская любовь Кости Гуманкова                       | камео                            |
| 2007 | ф   | Репортёры                                              | камео                            |
| 2008 | с   | Фитиль («К вам пришли», выпуск № 186)                  | чиновник Семён Николаевич Минфин |
| 2016 | док | Жириновский (Реж. Александр Евсюков, ВГТРК)            | камео                            |

Владимир Жириновский является прототипом персонажа политика Яворского в фильме «Стрингер» (1998). Роль исполнил актёр Владимир Ильин.

### Работы в театре
- Московский театр «Школа современной пьесы»[269]:
  - «Своими словами» (спектакль-импровизация)[270];
  - «Подслушанное, подсмотренное, незаписанное» (спектакль-импровизация);
  - «Горе от ума» (музыкальная версия классической комедии), роль Фамусова; премьера 18 января 2018 года.

### Дискография
- 1999 — Настоящий полковник[271]
- 2003 — Поёт Владимир Жириновский
- 2004 — Это Жириновский[272]
- 2004 — С Новым годом!
- 2011 — Для тех, кто в пробках

### Песни Жириновского и о нём
- Гимн Либерал-демократической партии России («ЛДПР — могущество и сила…»)[273].
- Андрей Макаревич — «Поздравительная»[274]
- Дуэт «Попугай» (Игорь Матета и Олег Назаров) — «Эх, Владимир Вольфович»[275] (1991)
- «ex-Сектор газа» — «Гимн Жириновскому» (припев «Владимир Вольфович, отец, без тебя стране финал…»)[276]
- «Воровайки» — «Письмо Жириновскому» (2006, «Седьмой альбом» и сборник «Москва — Торонто»)[277]
- «Страна идиотов» — «Жириновский» (2010)
- Александр Харчиков — «Жирик»
- Mr. Daduda — «Баба с возу — кобыле легче»
- «Кумир» (1993)
- Паша Истерика — «Родная»
- Отпетые мошенники — «Обратите внимание» (Новогодняя ночь на Первом канале — 2004)[278]
- Paddy Goes To Holyhead — «Shirinovski» — резкая критика, обвинения в нацизме и антисемитизме, предательстве собственного отца
- Manic Street Preachers — «Archives of pain» (1994) — упоминаются Владимир Жириновский, Ельцин, Милошевич и многие другие известные политики
- «Тот самый Коля — Владимир Вольфович» — трек 2011 года, аналогично предыдущему обвиняющий Жириновского во лжи, антисемитизме и проч.
- К 20-летию ЛДПР был выпущен диск с песнями в исполнении Жириновского и о нём. Владимир Вольфович исполнял как известные хиты, так и авторские песни.
- В 2003 году совместно с певцом Оскаром записал песню «Пойдём гулять».

### На телевидении
- В 1999 году на канале ТВ-6 выходила программа с участием Жириновского «Это — Жириновский»[279].
- В 2002 году на московском телеканале М1 выходила разговорная программа «Университет миллионов» с Жириновским в качестве ведущего[280][281].
- Жириновский неоднократно участвовал в различных телеиграх, среди которых известны «Кто хочет стать миллионером?», «Слабое звено», «Поле чудес», а также реалити-шоу «Империя» (2006) и «Последний герой» (приглашённый гость). В 2006 году он участвовал вместе с рэпером Серёгой в шоу «Две звезды», записав также с ним ряд песен. Неоднократно выступал на новогодних музыкальных программах.
- 28 октября 2008 года дебютировал в телепередаче «Контрольная закупка» на Первом канале в рубрике «Звёздная закупка», в которой знаменитости давали совет, как правильно выбирать товар. Появлялся там около месяца.
- Жириновский являлся персонажем юмористических программ, в том числе «Куклы» и «Мульт личности».
- Пародировался в отдельных сюжетах программы «Городок» Юрием Стояновым, а также Максимом Галкиным.

### Участие в видеоклипах
| Год  | Клип         | Исполнитель                   | Режиссёр |
| ---- | ------------ | ----------------------------- | -------- |
| 2006 | «Оля и СПИД» | Серёга и Владимир Жириновский |          |

### Товарный знак
Товарный знак «Жириновский» был зарегистрирован в мае 1994 года и сначала использовался для маркировки водки, которую выпускали Рязанский ЛВЗ, курский «Кристалл», ликёро-водочный завод города Касимова, владикавказский «Кристалл». Кроме того, под данным брендом выпускались мужской одеколон «Жириновский» (2004 год, первый флакон представлен Владимиру Путину), женская туалетная вода (2005), чай, сигары, сигареты, табачная смесь, а также витаминный комплекс (для районов с суровым климатом). В Брянске с 2019 года под зарегистрированным товарным знаком «Жириновский» стали выпускаться пиво и квас.

### Публикации и авторские работы
- Жириновский В. В. Последний бросок на Юг. — М., 1993
- Жириновский В. В. Нам нужны губернии одного Российского государства. — М., 1995
- Жириновский В. В. Последний удар по России. — М., 1995
- Жириновский В. В. ЛДПР: идеология и политика. — М., 1995
- Жириновский В. В., Вишняков В. Г. Наша цель — единое Российское государство. — М., 1995.
- Жириновский В. В. Плевок на Запад. — М., 1995
- Жириновский В. В. Последний вагон на Север. — М., 1995
- Жириновский В. В. Каким быть государству Российскому. — М., 1995
- Жириновский В. В. С танками и пушками или без танков и пушек. — М., 1995
- Жириновский В. В. Идеологические основы Либерально-демократической партии России. — 1995
- Жириновский В. В. ЛДПР и военная политика России. — М., 1995
- Жириновский В. В. ЛДПР и национальная экономика России. — 1995
- Жириновский В. В. Политический ландшафт России. — М., 1995
- Жириновский В. В., Лисичкин В. А. Возрождение русского либерализма. — М., 1995
- Жириновский В. В. Экономические мысли политика. — М., 1995
- Жириновский В. В. Отомстим за Россию. — М., 1996
- Жириновский В. В. Политическая классика. Собр. соч. в 10 т. — М., 1996—1997.
- Жириновский В. В. Русский вопрос: пути решения. — М., 1997
- Жириновский В. В. Идеология для России. — М., 1997
- Жириновский В. В. Доктрина национальной безопасности Российской Федерации: Основные принципы и механизм реализации. — М., 1997.
- Жириновский В. В. Социальный кризис в России: основные проблемы, их причины и последствия. — М., 1997
- Жириновский В. В. Очерки по геополитике. — М., 1997
- Жириновский В. В., Кривельская Н. В. Псевдохристианские религиозные организации России : Информационно-аналитическое исследование. — М.: Издание Либерально-демократической партии России, 1997. — 72 с. ISBN 5-7254-0092-1
- Жириновский В. В. Огненный бог кришнаитов — М.: Издание Либерально-демократической партии России, 1997.
- Жириновский В. В. Прошлое, настоящее и будущее русской нации : Русский вопрос: социально-философский анализ Архивная копия от 4 июня 2019 на Wayback Machine : диссертация в виде научного доклада на соискание учёной степени доктора философских наук : 22.00.01 / МГУ им. М. В. Ломоносова. — М., 1998. — 72 с.
- Жириновский В. В., Юровицкий В. Азбука секса. — М., 1998. — ISBN 5-89756-013-7
- Жириновский В. В. Иван, запахни душу!. — М., 2001
- Жириновский В. В. ЛДПР: 20 лет борьбы. — М., 2009
- Жириновский В. В. Мысли и афоризмы! — М., 2010
- Жириновский В. В. Главный враг России — чиновник. — М., 2010
- Жириновский В. В. Уроды. — М. 2010
- Жириновский В. В. Россия — и для русских тоже. — М., 2011
- Жириновский В. В., Васецкий Н. А. Социология мировой политики: Учебное пособие для вузов, 2012. — ISBN 978-5-8291-1367-4, ISBN 978-5-904993-24-5
- Жириновский В. В. Этногеополитика: Учебное пособие / Под ред. Н. А. Васецкого. — М.: ЛДПР, 2012. — ISBN 978-5-4272-0001-1
- Жириновский В. В. Этногеополитика: Учебное пособие для студ. вузов. — 2-е изд. — М.: ЛДПР, 2013. — 464 с. — 3000 экз. — ISBN 978-5-4272-0005-9
- Жириновский В. В. Альманах ЛДПР: История в датах и лицах. — М.: Либерально-демократическая партия России, 2013. — ISBN 978-5-4272-0004-2
- Жириновский В. В., Васецкий Н. А. Социология мировой политики: Учеб. пособие для студ. вузов. — М.: ЛДПР, 2013. — 432 с. — 3000 экз. — ISBN 978-5-4272-0003-5
- Добреньков В. И., Жириновский В. В., Васецкий Н. А. Социология мировых цивилизаций: Учебное пособие для студентов вузов. — М.: Академический проект, 2014. — 608 с. — (Gaudeamus). — ISBN 978-5-8291-1539-5
- Жириновский В. В. Русский вопрос: внутриполитические аспекты // Вестник МГУ. Серия 18. Социология и политология. — 1998. — № 1.
- Жириновский В. В. Русский вопрос: внешнеполитические аспекты // Вестник МГУ. Серия 18. Социология и политология. — 1998. — № 2.

### Прочие упоминания
- Сериал «Секретные материалы», 1 сезон, 17 серия (1993)[284].
- Роман «Числа», Виктор Пелевин (2003)[285].

## В компьютерных играх
- Владимир Жириновский — один из действующих персонажей в игре Crisis in the Kremlin (2017) и её продолжении Ostalgie (2018). В последней он может одержать победу на выборах и стать Президентом Советского Союза.
- В 2012 году аватар Владимира Жириновского появился в экономическом симуляторе Business Tycoon Online[286].

## Награды и звания
Награды России:

Награждение орденом Александра Невского. 21 мая 2015 года

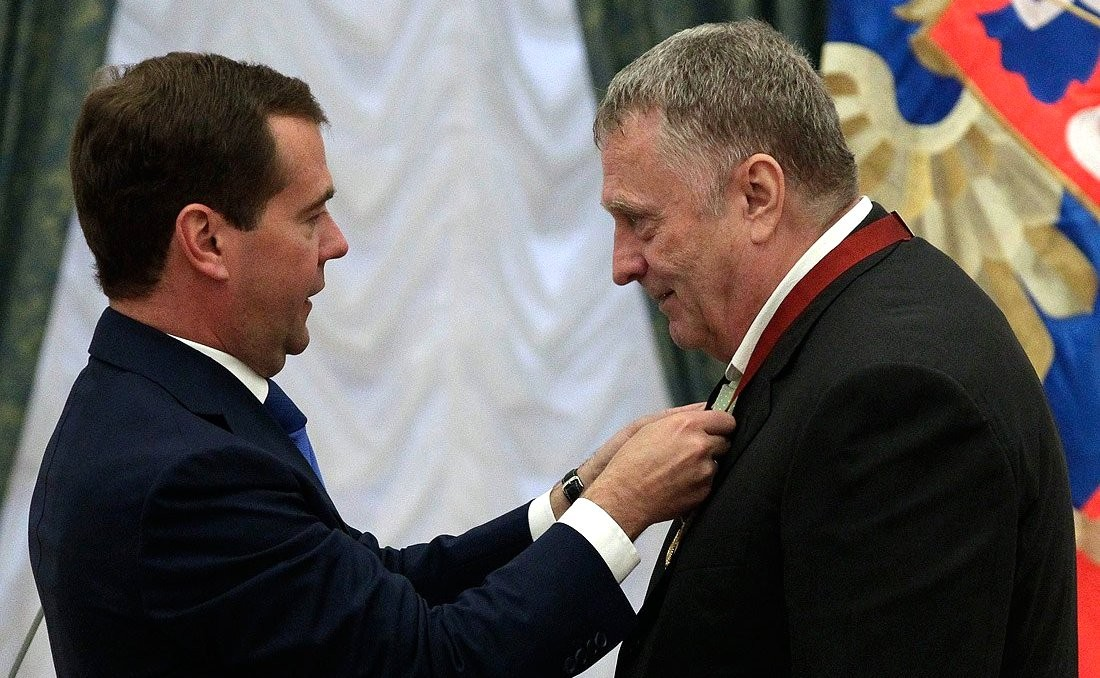
Награждение за заслуги в законотворческой деятельности и развитии российского парламентаризма. 2011 год

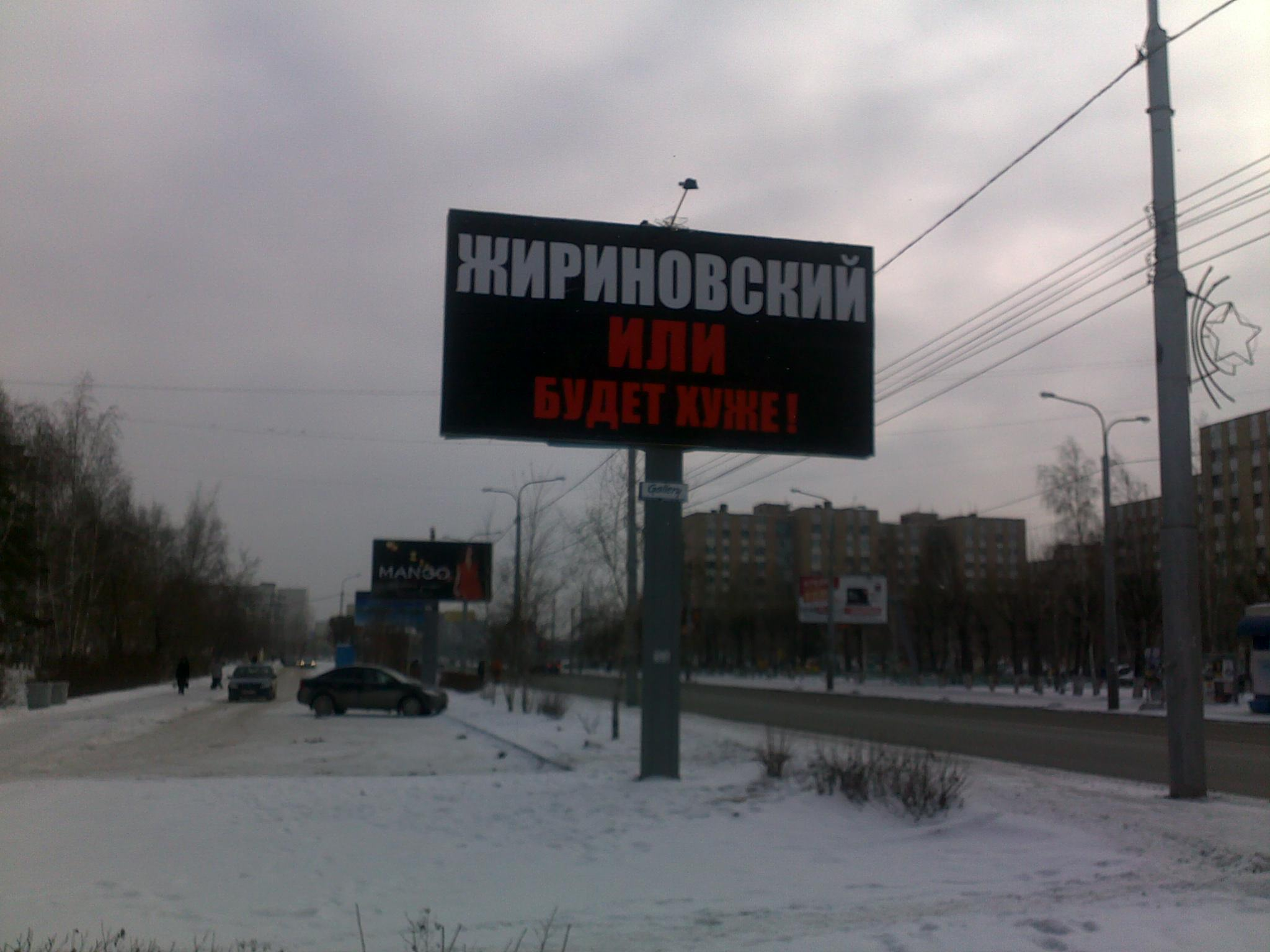
Плакат Жириновского во время предвыборной кампании 2012 года. Тюмень

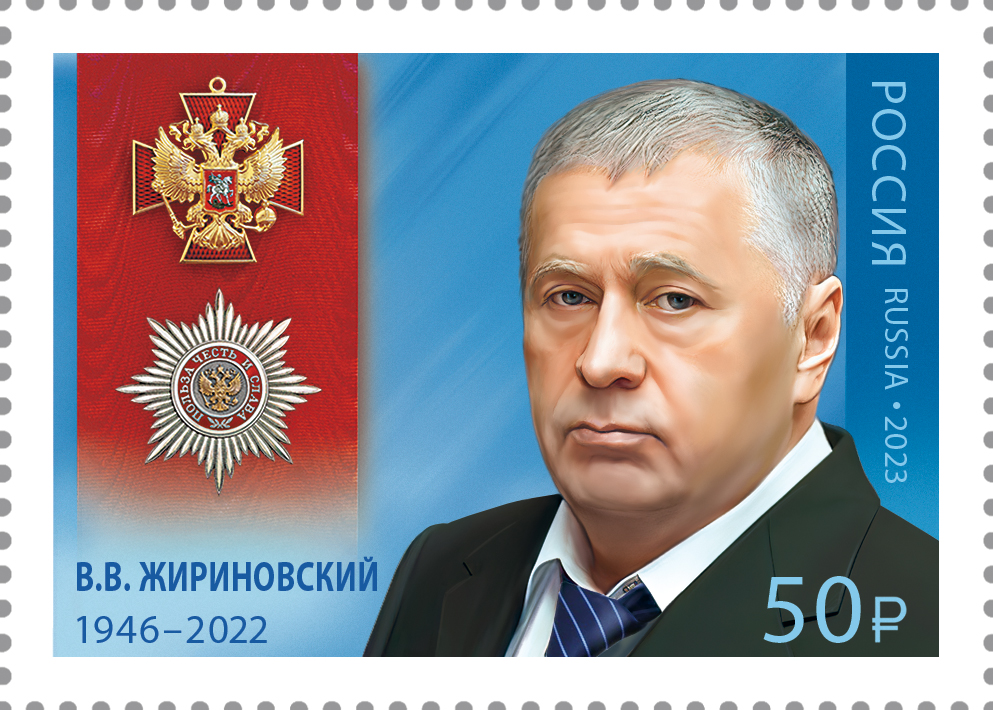
В. В. Жириновский на почтовой марке серии «Кавалеры ордена „За заслуги перед Отечеством“»

- Орден «За заслуги перед Отечеством» I степени (25 апреля 2021 года) — за большой вклад в укрепление российской государственности, развитие парламентаризма и активную законотворческую деятельность[288][289]
- Орден «За заслуги перед Отечеством» II степени (18 апреля 2016 года) — за большой вклад в развитие российского парламентаризма и активную законотворческую деятельность[290]
- Орден «За заслуги перед Отечеством» III степени (8 мая 2011 года) — за заслуги в законотворческой деятельности и развитии российского парламентаризма[291]
- Орден «За заслуги перед Отечеством» IV степени (20 апреля 2006 года) — за активное участие в законотворческой деятельности и многолетнюю плодотворную работу[292]
- Орден Александра Невского (20 января 2015 года) — за активную законотворческую деятельность и многолетнюю добросовестную работу[293]
- Орден Почёта (21 мая 2008 года) — за заслуги в законотворческой деятельности, укреплении и развитии российской государственности[294]
- Почётная грамота Президента Российской Федерации (26 февраля 2009 года) — за активное участие в подготовке проекта Конституции Российской Федерации и большой вклад в развитие демократических основ Российской Федерации[295]
- Почётная грамота правительства Российской Федерации (6 июля 2011 года) — за заслуги в законотворческой деятельности и многолетнюю добросовестную работу[296]
- Благодарность Правительства Российской Федерации (23 апреля 2016 года) — за заслуги в законотворческой деятельности и многолетнюю добросовестную работу[297]
- Медаль Жукова[298]
- Медаль «В память 850-летия Москвы»[298]
- Медаль «В память 300-летия Санкт-Петербурга»[298]
- Медаль «За заслуги в проведении Всероссийской переписи населения»[298]
- Медаль Столыпина П. А. I степени (Правительство Российской Федерации, 16 декабря 2019 года) — за заслуги в законотворческой деятельности, направленной на решение стратегических задач социально-экономического развития страны[299]
- Медаль Столыпина П. А. II степени (Правительство Российской Федерации, 4 мая 2012 года) — за заслуги в законотворческой деятельности, направленной на решение стратегических задач социально-экономического развития страны[300]

Иностранные награды:
- Орден «Честь и слава» II степени (Абхазия, 29 сентября 2005) — за укрепление дружбы между народами Абхазии и России[301]
- Памятный знак «Самарский крест» (2013)[302]
- «Почётный старейшина народа» Туркменистана (7 апреля 2017 года) — учитывая особые заслуги в укреплении дружественных отношений между Туркменистаном и Российской Федерацией, расширении многолетнего сотрудничества в сферах политики, экономики, науки, образования и культуры, а также за большой личный вклад в упрочение дружбы и сплочённости двух народов[303]

Награды субъектов России:
- Орден «За заслуги» (Ингушетия, 14 мая 2014 года) — за укрепление дружбы между народами[304]
- Медаль «За защиту Республики Крым» (Республика Крым, 2 июня 2016 года) — за весомый личный вклад в становление и развитие Республики Крым, и в связи с Днём России[305]
- Медаль «За освобождение Крыма и Севастополя» (Республика Крым, 16 марта 2014 года) — за личный вклад в дело по возвращению Крыма в Россию[306]

Ведомственные награды:
- Медаль «Участнику военной операции в Сирии» (2016)[307]

- Медаль Анатолия Кони (Минюст России)
- Знак «Почётный железнодорожник»[308]
- Почётное оружие — именной кортик от Министерства внутренних дел Российской Федерации[298]

Церковные награды:
- Орден Святого благоверного князя Даниила Московского I степени (2021, РПЦ)[309].

Награды непризнанных государств:
- Орден «За личное мужество» (ПМР, 18 апреля 2006 года) — за личный вклад в развитие и укрепление дружбы и сотрудничества между Российской Федерацией и Приднестровской Молдавской Республикой, активную деятельность в области защиты прав и интересов соотечественников и в связи с 60-летием[310].

Звания:
- доктор философских наук
- Почётное звание «Заслуженный юрист Российской Федерации» (29 декабря 2000 года) — за заслуги в укреплении российской государственности и активную законотворческую деятельность[311]
- Приказом Министра обороны Российской Федерации № 107 от 27 марта 1995 года Владимиру Жириновскому присвоено воинское звание подполковник запаса. До этого Жириновский имел воинское звание капитан запаса. С конца 1990-х годов — полковник в отставке[312]. По словам самого В. В. Жириновского, в феврале 1999 года ему было присвоено звание генерала-майора в отставке — звание было присвоено указом Президента Бориса Ельцина, но документ не был исполнен чиновниками и «указ ушёл в архив»[313][314][315]. Вместе с тем, согласно сведениям из администрации Президента Российской Федерации, указ о присвоении Жириновскому воинского звания высшего офицера в архиве Президента России не содержится[316].
- Почётный доктор Российского государственного социального университета (12 октября 2009)[317].